# Tour d'Espagne 2021
Le Tour d'Espagne 2021 (en espagnol : Vuelta a España 2021) est la 76e édition de cette course cycliste masculine sur route. Le départ est donné le 14 août à Burgos, et l'arrivée a lieu le 5 septembre à Saint-Jacques-de-Compostelle. Il s'agit du troisième et dernier grand tour de la saison et de la 32e manche de l'UCI World Tour 2021.
La course est remportée pour la troisième année consécutive par le Slovène Primož Roglič de l'équipe Jumbo-Visma. Il devient le troisième coureur seulement à remporter la course trois années d'affilée. Il s'impose avec 4 minutes et 42 secondes d'avance sur l'Espagnol Enric Mas et plus de 7 minutes sur l'Australien Jack Haig. Il s'agit de la plus grande marge entre le lauréat et son dauphin depuis la victoire en 1997 d'Alex Zulle avec 5 minutes et 7 secondes d'avance. Roglič a d'abord pris le maillot rouge lors du contre-la-montre inaugural avant de céder le maillot aux coureurs échappés à deux reprises. Il remporte trois autres étapes, dont le contre-la-montre final.
Dans les autres classements de la course, le Néerlandais Fabio Jakobsen (Deceuninck-Quick Step) remporte le classement par points, grâce à ses trois succès d'étapes au sprint. L'Australien Michael Storer (Team DSM) gagne le classement de la montagne et deux étapes, tandis que le Suisse Gino Mäder (Team Bahrain Victorious), cinquième du général, remporte le classement du meilleur jeune. Bahrain Victorious s'adjuge le classement par équipes et le Danois Magnus Cort Nielsen (EF Education-Nippo) remporte trois étapes et le prix de la combativité.
C'est la première fois depuis 1996 qu'aucun coureur espagnol ne remporte d'étape sur la Vuelta et c'est également la première fois de l'histoire qu'aucun Espagnol ne gagne d'étape sur l'un des trois grands tours depuis la création de la Vuelta.

## Présentation

### Parcours
Après un contre-la-montre inaugural de 8 km autour de Burgos, les sprinteurs ont une première opportunité pour lever les bras. L'étape suivante est la plus longue de l'épreuve (203 km) et propose la première arrivée au sommet, en haut du Picón Blanco. Deux étapes de plaine sont ensuite programmés, la seconde étant sujette à des potentielles bordures. La 6e étape se termine au sommet du court et explosif Alto de la Montaña de Cullera. Six ascensions jalonnent l'étape suivante, qui se termine par la montée vers le balcón de Alcante. Après une étape plate vers la Manga del Mar Menor, la première semaine se conclut par une journée affichant 4 500 m de dénivelé positif, à travers quatre cols, dont l'Alto de Velefique, en haut duquel est jugée l'arrivée.
Le premier jour de repos est suivi par trois étapes andalouses accidentées : le sommet du Puerto de Almáchar se dresse à moins de 16 km de l'arrivée de ce premier acte ; l'étape en ligne la plus courte de la course (131,6 km) se termine par le mur de Valdepeñas de Jaén ; une boucle de 65 km autour de Cordoue, comprenant deux ascensions, conclut ce triptyque. S'ensuivent une étape de plaine et un week-end montagneux. Le samedi, l'étape finit par l'ascension du Pico Villuercas ; le dimanche, quatre cols jalonnent les 130 derniers kilomètres.
Après la seconde journée de repos, les sprinteurs ont une dernière chance de victoire. Le lendemain, les coureurs escaladent deux fois la Collada Llomena, puis la montée finale vers les lacs de Covadonga. Quatre cols sont au programme de la 18e étape, dont l'enchaînement final de l'Altu la Segá et de l'Altu d'el Gamoniteiru. L'étape suivante est difficile, mais les ascensions répertoriées pour le classement de la montagne figurent toutes dans le premier tiers du parcours. Le week-final se compose d'une étape de moyenne montagne, avec cinq ascensions dans les 100 derniers kilomètres, dont la montée finale vers le château de Herville, et d'un contre-la-montre vallonné de 33,7 km,,.

### Équipes
En tant que course World Tour, les 19 équipes World Tour participent automatiquement à la course. En terminant meilleure formation de deuxième division, l'équipe Alpecin-Fenix a le droit, sans obligation, de prendre part à toutes les épreuves du calendrier World Tour. En l’occurrence, la formation a décidé de prendre le départ de l'épreuve. Unipublic a également invité trois équipes espagnoles : Burgos-BH, Caja Rural-Seguros RGA et Euskaltel-Euskadi. Ainsi, 23 équipes participeront à la course, soit une de plus qu'habituellement, en vertu d'un règlement de l'UCI qui autorise les organisateurs des grands tours à inviter une formation supplémentaire pour faire face aux conséquences de la pandémie de Covid-19.
| WorldTeams (19)- AG2R Citroën Team - Astana-Premier Tech - Bahrain Victorious - Bora-Hansgrohe - Cofidis - Deceuninck-Quick Step - EF Education-Nippo - Groupama-FDJ - Ineos Grenadiers - Intermarché-Wanty-Gobert Matériaux - Israel Start-Up Nation - Jumbo-Visma - Lotto Soudal - Movistar Team - Team BikeExchange - Team DSM - Qhubeka NextHash - Trek-Segafredo - UAE Team Emirates ProTeams (4)- Alpecin-Fenix - Burgos-BH - Caja Rural-Seguros RGA - Euskaltel-Euskadi |
| |

### Favoris et principaux coureurs présents
Double tenant du titre et récent champion olympique du contre-la-montre, le Slovène Primož Roglič (Jumbo-Visma) est au départ de la course, après avoir abandonné le Tour de France en conséquence d'une chute. Il fait figure de favori de la Vuelta avec le Colombien Egan Bernal (Ineos Grenadiers), vainqueur du Tour d'Italie en mai, ainsi que de son coéquipier Richard Carapaz, sacré champion olympique sur route et troisième du Tour de France. Un temps annoncé, le vainqueur du Tour Tadej Pogačar, n'est finalement pas au départ. Les deux autres anciens vainqueurs de grands tours au départ sont Alejandro Valverde (Movistar) et Fabio Aru (Qhubeka-NextHash) - qui dispute la dernière course de sa carrière - mais ils sont au mieux considérés comme des outsiders au classement général.
Les autres coureurs attendus pour viser le classement général sont Aleksandr Vlasov (Astana), Miguel Ángel López et Enric Mas (Movistar), Hugh Carthy (EF Education-Nippo), ainsi que Mikel Landa (Bahrain-Victorious). Sur les dix premiers de l'année précédente, seuls Dan Martin et David Gaudu sont absents.
Les principaux sprinteurs présents sont Fabio Jakobsen (Deceuninck-Quick Step), Arnaud Démare (Groupama-FDJ), Michael Matthews (BikeExchange), Juan Sebastián Molano (UAE Team Emirates) et Davide Cimolai (Israël Start-Up Nation). Geoffrey Bouchard et Guillaume Martin, les deux derniers lauréats du Grand Prix de la montagne sont également au départ.
Déjà vainqueurs d'étape sur le Tour d'Italie et le Tour de France dans le passé, Arnaud Démare et Omar Fraile sont en lice sur ce Tour pour rejoindre la liste des cyclistes vainqueurs d'étapes sur les trois grands tours.

### Primes
La course attribue les prix suivants. Tous les montants sont en euros
| Position                     | Position                    | 1er     | 2e     | 3e     | 4e     | 5e     | 6e    | 7e    | 8e    | 9e    | 10e-20e | Total     | Total     |
| Classement général           | Classement final            | 150 000 | 57 985 | 30 000 | 15 000 | 12 500 | 9 000 | 9 000 | 6 000 | 6 000 | 3 800   | 337 285   | 347 785   |
| Classement général           | Leader                      | 500     |        |        |        |        |       |       |       |       |         | 10 500    | 347 785   |
| Par étape                    | Par étape                   | 11 000  | 5 500  | 2 700  | 1 500  | 1 100  | 900   | 900   | 650   | 650   | 360     | 28 860    | 28 860    |
| Classement par points        | Sprints intermédiaires (19) | 550     | 180    | 95     |        |        |       |       |       |       |         | 15 675    | 35 675    |
| Classement par points        | Leader                      | 100     |        |        |        |        |       |       |       |       |         | 2 000     | 35 675    |
| Classement par points        | Classement final            | 11 000  | 5 000  | 2 000  |        |        |       |       |       |       |         | 18 000    | 35 675    |
| Classement de la montagne    | Cima Alberto Fernandez      | 1 000   | 520    |        |        |        |       |       |       |       |         | 1 520     | 52 080    |
| Classement de la montagne    | Col Hors catégorie (2)      | 920     | 615    |        |        |        |       |       |       |       |         | 3 070     | 52 080    |
| Classement de la montagne    | 1re catégorie (16)          | 460     | 310    |        |        |        |       |       |       |       |         | 12 320    | 52 080    |
| Classement de la montagne    | 2e catégorie (14)           | 230     | 155    |        |        |        |       |       |       |       |         | 5 390     | 52 080    |
| Classement de la montagne    | 3e catégorie (24)           | 115     | 80     |        |        |        |       |       |       |       |         | 4 680     | 52 080    |
| Classement de la montagne    | Leader                      | 100     |        |        |        |        |       |       |       |       |         | 2 000     | 52 080    |
| Classement de la montagne    | Classement final            | 13 000  | 6 600  | 3 500  |        |        |       |       |       |       |         | 23 100    | 52 080    |
| Classement du meilleur jeune | Leader                      | 70      |        |        |        |        |       |       |       |       |         | 1 400     | 19 400    |
| Classement du meilleur jeune | Classement final            | 11 000  | 5 000  | 2 000  |        |        |       |       |       |       |         | 18 000    | 19 400    |
| Classement par équipe        | Par étape                   | 400     | 200    | 100    |        |        |       |       |       |       |         | 14 700    | 52 000    |
| Classement par équipe        | Classement final            | 12 500  | 7 500  | 5 500  | 4 300  | 3 200  | 2 200 | 1 100 | 1 100 |       |         | 37 300    | 52 000    |
| Combativité                  | Par étape                   | 200     |        |        |        |        |       |       |       |       |         | 4 000     | 7 000     |
| Combativité                  | Vuelta                      | 3 000   |        |        |        |        |       |       |       |       |         | 3 000     | 7 000     |
| Total                        | Total                       | Total   | Total  | Total  | Total  | Total  | Total | Total | Total | Total | Total   | 1 120 000 | 1 120 000 |

## Déroulement de la course

### Première semaine

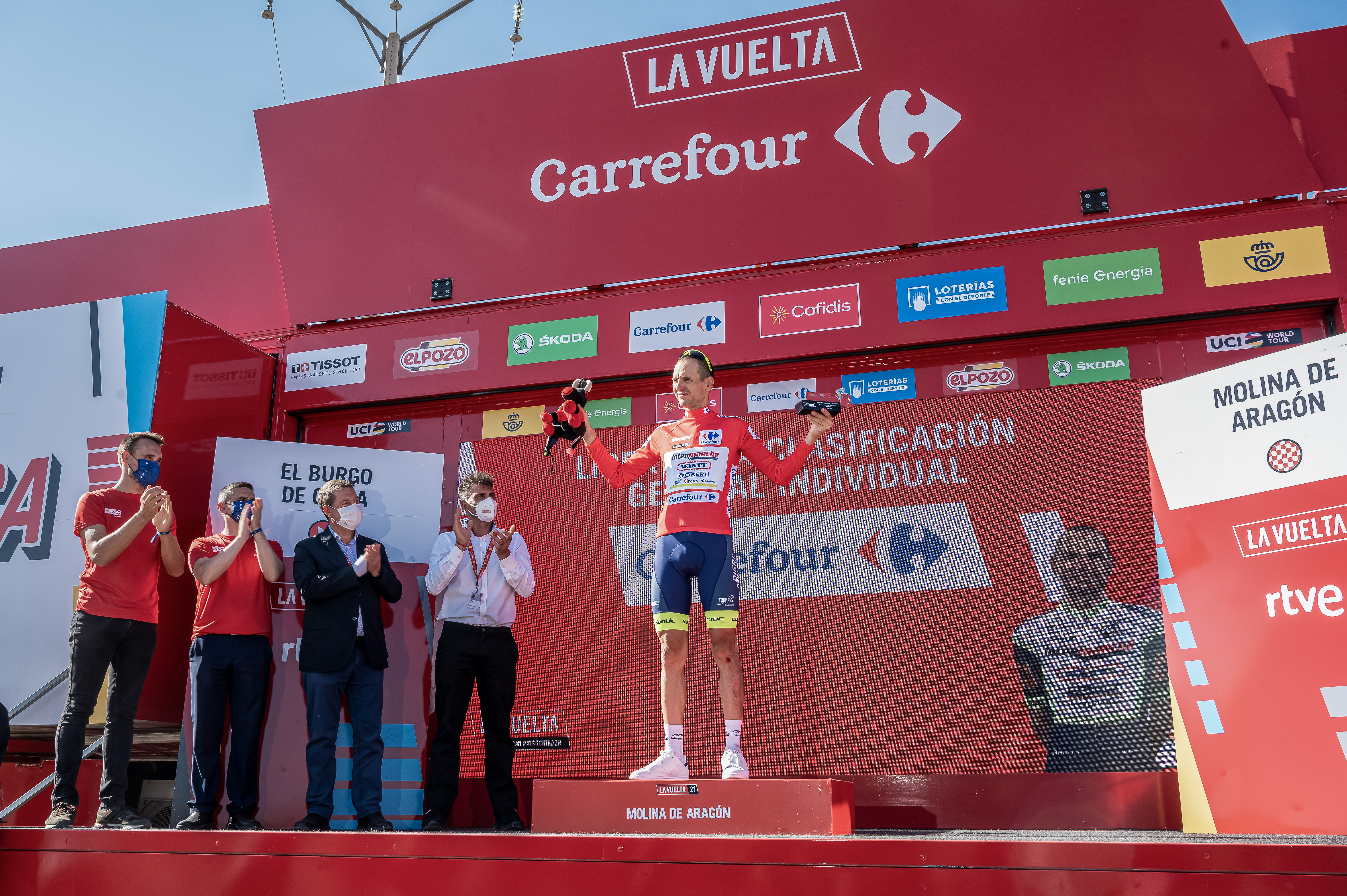
Rein Taaramäe avec le maillot rouge à l'issue de la quatrième étape.

La Vuelta commence par un court contre-la-montre individuel à Burgos. Alex Aranburu (Astana-Premier Tech) reste en tête pendant la majeure partie de la journée après avoir réalisé un temps de 8 minutes et 38 secondes. Plusieurs coureurs se rapprochent du temps d'Aranburu, mais seul Primož Roglič (Team Jumbo-Visma), le dernier coureur sur la rampe de départ et le double tenant du titre, parvient à le battre. Roglič réalise un temps de 8 minutes et 32 secondes, soit six secondes plus rapide qu'Aranburu, pour prendre le premier maillot rouge de la course. L'étape suivante emprunte un parcours plat avec une opportunité pour les sprinteurs de s'imposer. À 4,2 kilomètres de l'arrivée, une chute retarde plusieurs prétendants au classement général, dont Adam Yates (Ineos Grenadiers), Hugh Carthy (EF Education-Nippo) et David de la Cruz (UAE Team Emirates), tous trois perdant entre 30 secondes et une minute à l'arrivée. Dans le sprint final, Jasper Philipsen (Alpecin-Fenix) devance Fabio Jakobsen (Deceuninck-Quick Step) pour décrocher la victoire et prendre la tête du classement par points tandis que Roglič conserve le maillot rouge.
La troisième étape comporte la première arrivée au sommet de la course, avec la montée du Picón Blanco. Une échappée de huit coureurs obtient un avantage maximum de neuf minutes, tandis que l'équipe Jumbo-Visma décide de céder le maillot rouge à un coureur échappé. Dans la montée finale, Joe Dombrowski (UAE Team Emirates), Rein Taaramäe (Intermarché-Wanty-Gobert Matériaux) et Kenny Elissonde (Trek-Segafredo) se montrent comme les coureurs les plus forts de l'échappée. Plus haut dans la montée, Taaramäe lâche ses compagnons pour remporter l'étape, récupérant au passage le maillot rouge et le maillot bleu à pois du classement de la montagne. Le vent de face dans la montée décourage les coureurs du peloton principal d'attaquer et personne ne creuse d'écart significatif. Près de l'arrivée, Enric Mas (Movistar Team) accélère depuis le groupe des favoris, gagnant trois secondes sur un groupe de sept coureurs. Plusieurs prétendants, dont Carthy, Romain Bardet (Team DSM) et Aleksandr Vlasov (Astana-Premier Tech), perdent près d'une demi-minute. Le récent champion olympique Richard Carapaz (Ineos Grenadiers) termine une minute derrière le groupe des favoris et est pénalisé de 20 secondes pour un ravitaillement non autorisé.
La quatrième étape est principalement plate avec une légère pente sur la ligne d'arrivée. A 2,2 kilomètres de la ligne, Taaramäe, le leader de la course, chute, mais avec l'accident survenu dans les 3 derniers kilomètres, il est crédité du même temps que le peloton et peut conserver la tête de course. Lors du sprint final, Jakobsen devance Arnaud Démare (Groupama-FDJ) et prend la tête du classement par points et le maillot vert à Philipsen,. La cinquième étape présente une autre chance pour les sprinteurs avec un parcours plat jusqu'à Albacete. À 11 kilomètres de l'arrivée, une chute massive fait tomber la plupart du peloton, y compris Bardet et Taaramäe, mais tous les coureurs parviennent à repartir. Au sprint, Philipsen devance Jakobsen pour remporter sa deuxième victoire d'étape de la course et reprend le maillot vert. Taaramäe termine à deux minutes, ce qui permet à Kenny Elissonde de récupérer le maillot rouge, tandis que Bardet termine à 12 minutes, l'écartant de la course au classement général.
La sixième étape comprend la deuxième arrivée en montée de la course au sommet de l'Alto de la Montaña de Cullera. À 34 kilomètres du sommet, les vents latéraux provoquent bordures qui scindent le peloton en plusieurs échelons. Le peloton se reforme avant la montée finale. Le groupe de tête composé de cinq échappés, commence la montée avec une avance de seulement 20 secondes. Magnus Cort Nielsen (EF Education-Nippo) distance ses compagnons d'échappée dans le dernier kilomètre. À 300 mètres du but, Roglič accélère et rejoint Cort Nielsen sur la ligne, mais ce dernier résiste et remporte l'étape. La plupart des autres favoris termine à moins de 30 secondes derrière tandis que Hugh Carthy perd près de trois minutes. Elissonde perd quatre minutes et demie, laissant le maillot rouge à Roglič.

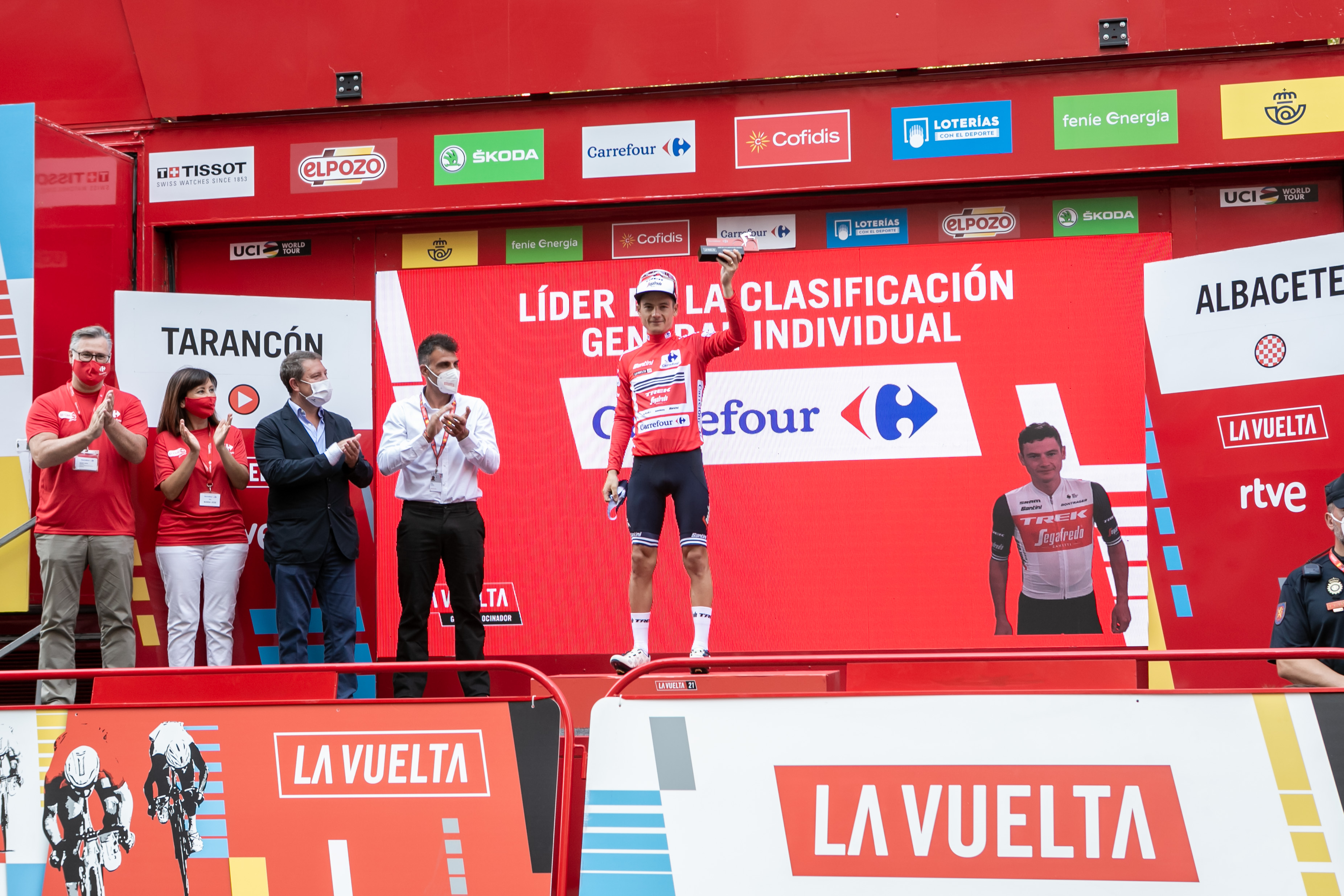
Kenny Elissonde porte le maillot rouge de leader après la cinquième étape.

La septième étape comprend six ascensions classées, dont une arrivée au sommet du Balcón de Alicante. Après une lutte acharnée pour l'échappée, 29 coureurs se sont dégagés, le peloton se contentant de laisser l'échappée se battre pour la victoire d'étape. La lutte pour la victoire se résume à quatre coureurs : Michael Storer (Team DSM), Pavel Sivakov (Ineos Grenadiers), Carlos Verona (Movistar Team) et Andreas Kron (Lotto-Soudal). Verona attaque le premier dans les 4 derniers kilomètres, mais Storer le contre à 3,3 kilomètres du sommet et remporte l'étape en solitaire. Dans le groupe des favoris, Carthy lâche dans la première montée et abandonne. Sur la quatrième montée, le Puerto El Collao, Alejandro Valverde (Movistar Team) lance une attaque avec Carapaz et Yates. Dans la descente, il chute lourdement dans un virage et, après avoir essayé de continuer, il est finalement contraint d'abandonner en raison de ses blessures. Il est révélé plus tard qu'il s'est fracturé la clavicule. Carapaz, Roglič et Miguel Ángel López (Movistar Team) attaquent par la suite, mais sont rattrapés. Dans la montée finale, Adam Yates repasse à l'attaque, entraînant avec lui Roglič, Mas, López, De La Cruz, Egan Bernal (Ineos Grenadiers) et Louis Meintjes (Intermarché-Wanty-Gobert Matériaux) jusqu'à l'arrivée. Vlasov perd 13 secondes tandis que les autres prétendants ont perdu environ une trentaine de secondes. Au classement général, Roglič conserve de justesse son maillot rouge avec huit secondes d'avance sur Felix Großschartner (Bora-Hansgrohe), membre de l'échappée. L'étape suivante est une autre opportunité pour les sprinteurs. Après que le trio principal de l'échappée du jour soit rattrapé, Astana-Premier Tech tente de scinder le peloton avec des bordures, mais le peloton se regroupe pour le sprint final. Jakobsen devance Alberto Dainese (Team DSM) pour remporter sa deuxième victoire d'étape sur la course.
Lors de la neuvième étape, le peloton affronte un parcours montagneux avec une arrivée au sommet de l'Alto de Velefique. L'échappée met près de 90 kilomètres à se fomer, avec 11 coureurs en tête. À 71 kilomètres de l'arrivée, Damiano Caruso (Team Bahrain Victorious) lâche ses compagnons d'échappée sur l'Alto Collado Venta Luisa. Il construit progressivement son avance sur les restes de l'échappée avant de contenir les accélérations des prétendants au classement général pour remporter l'étape. Dans le groupe des favoris, Mikel Landa (Team Bahrain Victorious) est lâché dans le dernier col, perdant finalement cinq minutes. Yates attaque dans la montée, suivi par Roglič et Mas, les seuls coureurs capables de l'accompagner lors de sa dernière attaque. Roglič et Mas distancent finalement Yates avant de travailler ensemble pour augmenter leur avance, Roglič sprintant pour prendre la deuxième place, une seconde devant Mas. Un groupe de poursuite composé de Yates, López, Bernal et Jack Haig (Team Bahrain Victorious) se forme derrière. Bernal est à son tour incapable de suivre le rythme des poursuivants qui terminent avec 39 secondes de retard sur Roglič, tandis que Bernal finit avec Giulio Ciccone (Trek-Segafredo) et Gino Mäder (Team Bahrain Victorious) avec plus d'une minute de retard. Enric Mas est alors le seul coureur à moins d'une minute de Roglič avant le premier jour de repos.

### Deuxième semaine
La première étape après la journée de repos commence avec un parcours légèrement vallonné avant que les coureurs n'abordent le Puerto de Almáchar. Le peloton décide de laisser l'échappée se battre pour la victoire d'étape, 31 coureurs s'échappent après plus de 70 kilomètres de course. Sur le Puerto de Almáchar, Michael Storer (Team DSM) lâche ses compagnons d'échappée en route vers une nouvelle victoire d'étape en solitaire. Dans le groupe des favoris, le leader de la course Primož Roglič (Team Jumbo-Visma) attaque sur la section la plus raide de la montée et franchit le sommet avec une marge d'environ 20 secondes sur un groupe de poursuite composé de Jack Haig (Team Bahrain Victorious) et du duo de l'équipe Movistar Enric Mas et Miguel Ángel López. Cependant, Roglič chute dans la descente et est rattrapé par le trio de poursuivants. Aleksandr Vlasov (Astana-Premier Tech), Felix Großschartner (Bora-Hansgrohe) et le coéquipier de Roglič, Sepp Kuss, rejoignent le quatuor. Les sept coureurs franchissent la ligne avec près de 12 minutes de retard sur Storer. Un groupe contenant le duo d'Ineos Grenadiers Egan Bernal et Adam Yates franchit la ligne avec 37 secondes de retard sur le groupe Roglič. Odd Christian Eiking (Intermarché-Wanty-Gobert Matériaux), membre de l'échappée, récupère le maillot rouge, tandis que Guillaume Martin (Cofidis) passe en deuxième position avec près d'une minute de retard.
La onzième étape comporte une arrivée sur la montée raide de Valdepeñas de Jaén. Une échappée de cinq part après 30 kilomètres. Magnus Cort Nielsen (EF Education-Nippo) distance ses compagnons d'échappée sur le Puerto de Locubín avant d'atteindre le dernier kilomètre avec un peu moins de 20 secondes d'avance. Il est finalement rattrapé par Primož Roglič dans le sprint final, qui remporte sa deuxième victoire d'étape sur la course. Eiking franchit la ligne d'arrivée 11 secondes derrière et conserve le maillot rouge. L'étape suivante présente un parcours vallonné avec un autre combat pour faire partie de l'échappée. Huit coureurs se dégagent après 75 kilomètres, mais UAE Team Emirates maintient l'avance à seulement une minute et demie. Alors qu'il reste 54 kilomètres à parcourir, une chute fait tomber plusieurs coureurs dans le peloton, dont Roglič et Yates, mais tous les coureurs réintégrent le peloton. Dans la dernière montée de la journée, l'échappée est rattrapée, puis un contre se forme avec Giulio Ciccone (Trek-Segafredo), Jay Vine (Alpecin-Fenix), Romain Bardet (Team DSM) et Sergio Henao (Team Qhubeka NextHash). Le quatuor est finalement rattrapé dans le dernier kilomètre et Jens Keukeleire (EF Education-Nippo) emmène son sprinteur Magnus Cort Nielsen vers sa deuxième victoire d'étape.
Avant deux étapes montagneuses consécutives, la treizième étape offre une nouvelle opportunité aux sprinteurs. À 60 kilomètres de l'arrivée, des vents de travers scindent le peloton mais celui-ci se regroupé avant le final. Dans les derniers kilomètres techniques, Deceuninck-Quick-Step prend les devants et impose un rythme rapide, ce qui finit par causer plusieurs écarts. Distancé par ses équipiers, Fabio Jakobsen ne dispute pas le sprint, au contraire de son habituel poisson-pilote Florian Sénéchal, qui résiste à Matteo Trentin (UAE Team Emirates) pour remporter sa première étape sur un grand tour.
La quatorzième étape est une étape montagneuse, avec une arrivée au sommet du Pico Villuercas. Une échappée de 18 coureurs comptent jusqu'à 14 minutes d'avance. Jay Vine (Alpecin-Fenix), Daniel Navarro (Burgos BH) et Sep Vanmarcke (Israel Start-Up Nation), sont notamment victimes de chutes, mais parviennent à repartir. Romain Bardet se montre le plus fort de l'échappée, il distance ses anciens compagnons d'échappée dans la montée finale pour remporter l'étape et prendre la tête du classement de la montagne. Ses poursuivants les plus proches sont Vine et Jesús Herrada (Cofidis) avec 44 secondes de retard. Dans le groupe des favoris, le vent contraire dans la montée finale et le rythme imposé par l'équipe Jumbo-Visma dissuadent les attaques des prétendants. À 2,7 kilomètres de l'arrivée, Miguel Ángel López passe à l'attaque et obtient un avantage de plus de 10 secondes avant d'être poursuivi par Roglič dans le dernier kilomètre. Roglič emmène avec lui Enric Mas, Egan Bernal et Jack Haig, le quatuor terminant à moins de quatre secondes de López. Odd Christian Eiking perd 20 secondes, mais reste maillot rouge un jour de plus.
Lors de la quinzième étape, les coureurs affrontent quatre montées avant une courte descente jusqu'à l'arrivée à El Barraco, précédant la deuxième journée de repos. À l'issue d'un combat pour prendre l'échappée, trois coureurs s'isolent, à savoir Maxim Van Gils (Lotto-Soudal), Fabio Aru (Team Qhubeka NextHash) et Rafał Majka (UAE Team Emirates), tandis qu'un autre groupe d'attaquants se forme derrière. Van Gils se retrouve rapidement dans le groupe de chasse, et à 87 kilomètres de l'arrivée, Majka distance Aru et se retrouve seul devant. Le Polonais maintient son avantage jusqu'au bout pour remporter l'étape. Son poursuivant le plus proche est Steven Kruijswijk (Team Jumbo-Visma), qui termine avec près d'une minute et demie de retard. Pendant ce temps, le groupe des favoris reste relativement calme avant que Yates n'anime le groupe avec plusieurs attaques dans la dernière montée, sa dernière attaque lui donnant un avantage de 15 secondes sur la ligne d'arrivée. Odd Christian Eiking termine avec les autres prétendants pour garder le maillot rouge de leader avant le deuxième jour de repos.

### Troisième semaine
La troisième semaine commence par une étape plate, offrant l'une des dernière chance aux purs sprinteurs de gagner. Quelques kilomètres après le départ de l'étape, une chute entraîne plusieurs coureurs, divisant ainsi le peloton en deux. Giulio Ciccone (Trek-Segafredo) est contraint d'abandonner la Vuelta tandis qu'Enric Mas (Movistar Team) et Guillaume Martin (Cofidis) sont touchés, mais peuvent repartir. Une échappée de cinq coureurs obtient une avance de deux minutes et Stan Dewulf (AG2R Citroën) est le dernier rescapé de l'échappée, rejoint à moins de 5 kilomètres de l'arrivée. Dans le sprint final, Fabio Jakobsen (Deceuninck-Quick Step) décroche sa troisième victoire d'étape de la course. Odd Christian Eiking (Intermarché-Wanty-Gobert Matériaux) conserve le maillot rouge avant les deux grandes étapes de montagne.
La dix-septième étape, avec une arrivée au sommet aux Lacs de Covadonga, est la première des deux étapes de montagne qui s'annoncent décisives dans la bataille du classement général. Dans la deuxième ascension de La Collada Llomena, l'échappée principale du jour est rattrapée, tandis qu'Eiking est lâché du peloton. À 61 kilomètres de l'arrivée, Egan Bernal (Ineos Grenadiers) lance une attaque, suivi immédiatement par Primož Roglič (Team Jumbo-Visma). Les deux coureurs augmentent progressivement leur avantage sur un groupe contenant les autres favoris emmenés par l'équipe Bahrain Victorious. Lors de la montée finale vers les Lacs de Covadonga, Roglič lâche Bernal à 7,5 kilomètres su sommet et remporte en solitaire sa troisième victoire d'étape. Il récupère également le maillot rouge. Derrière, Bernal est rejoint par un groupe de poursuite de six coureurs, avec les plus proches rivaux de Roglič. Dans le dernier kilomètre, alors que Roglič entamait sa descente d'après-course, son coéquipier, Sepp Kuss, sprinte pour empêcher les autres concurrents d'obtenir les six secondes de bonifications offertes pour la deuxième place. Au classement général, Roglič augmente son avantage à près de deux minutes et demie sur Enric Mas.
La dix-huitième étape comprend la dernière grande étape de montagne, les coureurs s'attaquant à la montée finale de l'Alto de Gamoniteiro pour la première fois dans l'histoire de la Vuelta. Une échappée de 32 coureurs se forme en début d'étape tandis que l'équipe Bahrain Victorious contrôle le rythme du peloton. Michael Storer (Team DSM) est le coureur le plus fort de l'échappée, lâchant ses compagnons d'échappée et se lançant dans une échappée en solitaire de 72 kilomètres. Le peloton diminue progressivement son retard et David de la Cruz (UAE Team Emirates) sort sur le Gamoniteiro où il rejoint et dépasse Storer à 5,5 kilomètres de l'arrivée. Mais, il est rapidement rattrapé par Miguel Ángel López (Movistar Team), après son attaque au sein d'un groupe réduit contenant Roglič, Kuss, Mas et Bernal. López décroche la victoire d'étape en solitaire. Roglič devance de quelques secondes Mas et Bernal à l'arrivée. Un quatuor comprenant notamment Jack Haig (Team Bahrain Victorious) termine à 58 secondes derrière. En terminant deuxième, Roglič renforce son emprise sur le maillot rouge.

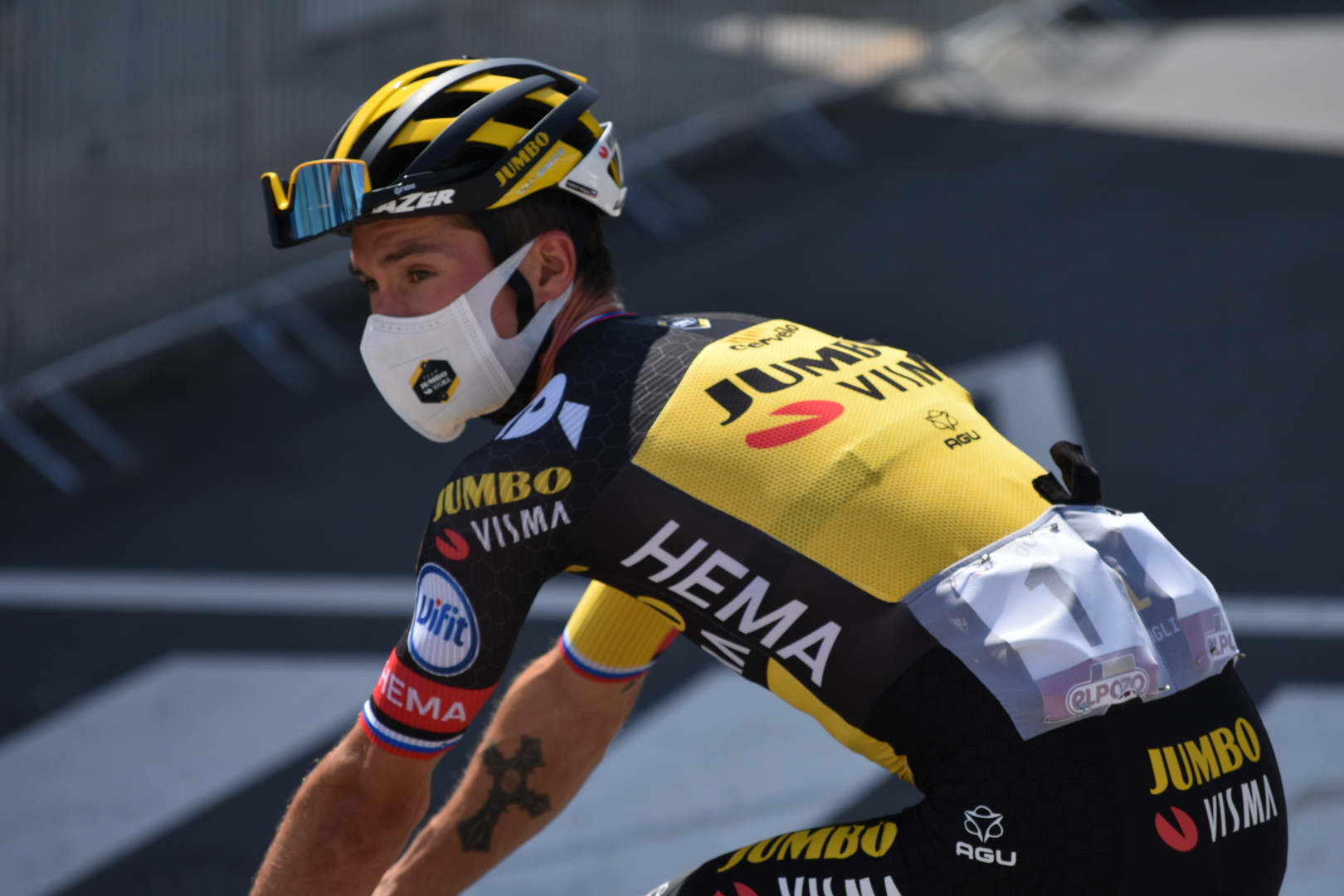
Primož Roglič, lors de la cinquième étape.

La dix-neuvième étape comporte un départ vallonné, avec trois montées catégorisées avant un final essentiellement plat. Une échappée de 24 coureurs anime la journée, mais les équipes BikeExchange et DSM n'octroient à l'échappée qu'une avance maximale de deux minutes et demie. Avec 43 kilomètres restant, plusieurs coureurs sont pris dans une chute dans le peloton. La plus grosse victime est Louis Meintjes (Intermarché-Wanty-Gobert Matériaux), dixième du général et contraint à l'abandon. En tête, sept coureurs constituent encore l'échappée, le peloton restant à une demi-minute derrière. Cependant, l'échappée maintient ce maigre avantage jusqu'à l'arrivée. Dans le sprint final, Magnus Cort Nielsen (EF Education-Nippo) devance au sprint Quinn Simmons (Trek-Segafredo) et résiste à Rui Oliveira (UAE Team Emirates) pour remporter sa troisième victoire d'étape sur cette édition. Le seul changement dans le top dix est David de la Cruz qui se hisse à la dixième place après l'abandon de Meintjes.
L'avant-dernière étape comporte cinq ascensions classées dans les 100 derniers kilomètres. Après 50 kilomètres de course, un groupe de 16 coureurs se détache du peloton, obtenant une avance de 11 minutes et demie avant que Ineos Grenadiers ne commence à rouler dans le peloton. À l'échappée, Storer accumule le maximum de points sur les trois premières montées pour décrocher le classement de la montagne. Dans la descente de l'Alto de Mougás, Ryan Gibbons (UAE Team Emirates) attaque dans l'échappée, prenant plus d'une minute d'avance sur le groupe de chasse. Dans le peloton, Adam Yates (Ineos Grenadiers) attaque à deux reprises. Seuls Roglič, Mas, Haig et Gino Mäder (Team Bahrain Victorious) parviennent à le suivre, l'avance du groupe s'envolant à plus de quatre minutes sur le groupe Miguel Ángel López et Egan Bernal, tous deux piégés. En colère et énervé, López finit par abandonner au milieu de l'étape, malgré les tentatives de ses coéquipiers et du directeur sportif pour le remotiver. Devant, le groupe Roglič revient petit à petit sur les échappées lors des deux dernières montées. Avec moins d'une minute de retard sur Gibbons, Yates et Mas partent à l'attaque dans la montée finale, rattrapant et lâchant Gibbons, mais Roglič et Haig parviennent à faire la jonction à chaque fois. Dans les deux derniers kilomètres, alors que les quatre coureurs sont quasiment à l'arrêt, Clément Champoussin (AG2R Citroën Team), qui était échappé en début d'étape, en profite pour revenir de l'arrière et attaquer les leaders qui continuent à se regarder. Il conserve quelques secondes d'avance sur la ligne pour remporter sa première étape sur un grand tour. Roglič termine deuxième et conserve le maillot rouge tandis que Haig passe à la troisième place et Yates se hisse à la quatrième place. Nouveau cinquième du général, Gino Mäder récupère le maillot blanc de meilleur jeune de Bernal.
La dernière étape comprend un contre-la-montre de 33,8 kilomètres de Padrón à Saint-Jacques-de-Compostelle. Josef Cerný (Deceuninck-Quick-Step), le premier coureur à s'élancer, établit le premier temps de référence en 45 minutes et 18 secondes. Le temps est battu par Magnus Cort Nielsen en 44 minutes et 16 secondes, un peu plus d'une minute plus vite que Černý. Cort Nielsen conserve la tête jusqu'au passage de Primož Roglič, dernier coureur à s'élancer. Roglič signe un temps de 44 minutes et 2 secondes, battant le temps de Cort de 14 secondes pour remporter sa quatrième étape de la course et confirmer sa troisième victoire consécutive sur la Vuelta. Jakobsen, Storer et Mäder ont terminé le contre-la-montre sans prendre de risque pour confirmer leurs victoires respectivement aux classements par points, de la montagne et du meilleur jeune. L'équipe Bahrain Victorious remporte le classement par équipe tandis que Cort Nielsen gagne celui de la combativité. 142 coureurs ont terminé la course, 42 de moins que le nombre de coureurs qui ont pris le départ.

## Étapes
| Étape     | Date               | Villes étapes                                     |                             | Distance (km)         | Vainqueur d’étape     | Leader du classement général |
| --------- | ------------------ | ------------------------------------------------- | --------------------------- | --------------------- | --------------------- | ---------------------------- |
| 1re étape | sam. 14 août       | Burgos – Burgos                                   | Contre-la-montre individuel | 7,1                   | Primož Roglič         | Primož Roglič                |
| 2e étape  | dim. 15 août       | Caleruega – Burgos                                | Étape de plaine             | 166,7                 | Jasper Philipsen      | Primož Roglič                |
| 3e étape  | lun. 16 août       | Santo Domingo de Silos – Espinosa de los Monteros | Étape de montagne           | 202,8                 | Rein Taaramäe         | Rein Taaramäe                |
| 4e étape  | mar. 17 août       | El Burgo de Osma – Molina de Aragón               | Étape de plaine             | 163,9                 | Fabio Jakobsen        | Rein Taaramäe                |
| 5e étape  | mer. 18 août       | Tarancón – Albacete                               | Étape de plaine             | 184,4                 | Jasper Philipsen      | Kenny Elissonde              |
| 6e étape  | jeu. 19 août       | Requena – Cullera                                 | Étape vallonnée             | 158,3                 | Magnus Cort Nielsen   | Primož Roglič                |
| 7e étape  | ven. 20 août       | Gandia – Balcón de Alicante                       | Étape de montagne           | 152                   | Michael Storer        | Primož Roglič                |
| 8e étape  | sam. 21 août       | Santa Pola – La Manga del Mar Menor               | Étape de plaine             | 173,7                 | Fabio Jakobsen        | Primož Roglič                |
| 9e étape  | dim. 22 août       | Puerto Lumbreras – Alto de Velefique              | Étape de montagne           | 188                   | Damiano Caruso        | Primož Roglič                |
|           | lun. 23 août       |                                                   | Jour de repos               | Journée de repos no 1 | Journée de repos no 1 | Journée de repos no 1        |
| 10e étape | mar. 24 août       | Roquetas de Mar – Rincón de la Victoria           | Étape vallonnée             | 189                   | Michael Storer        | Odd Christian Eiking         |
| 11e étape | mer. 25 août       | Antequera – Valdepeñas de Jaén                    | Étape vallonnée             | 133,6                 | Primož Roglič         | Odd Christian Eiking         |
| 12e étape | jeu. 26 août       | Jaén – Cordoue                                    | Étape vallonnée             | 175                   | Magnus Cort Nielsen   | Odd Christian Eiking         |
| 13e étape | ven. 27 août       | Belmez – Villanueva de la Serena                  | Étape de plaine             | 203,7                 | Florian Sénéchal      | Odd Christian Eiking         |
| 14e étape | sam. 28 août       | Don Benito – La Villuerca                         | Étape de montagne           | 165,7                 | Romain Bardet         | Odd Christian Eiking         |
| 15e étape | dim. 29 août       | Navalmoral de la Mata – El Barraco                | Étape de montagne           | 197,5                 | Rafał Majka           | Odd Christian Eiking         |
|           | lun. 30 août       |                                                   | Jour de repos               | Journée de repos no 2 | Journée de repos no 2 | Journée de repos no 2        |
| 16e étape | mar. 31 août       | Laredo – Santa Cruz de Bezana                     | Étape de plaine             | 180                   | Fabio Jakobsen        | Odd Christian Eiking         |
| 17e étape | mer. 1er septembre | Unquera – Lacs de Covadonga                       | Étape de montagne           | 185,8                 | Primož Roglič         | Primož Roglič                |
| 18e étape | jeu. 2 septembre   | Salas – Alto del Gamoniteiro                      | Étape de montagne           | 162,6                 | Miguel Ángel López    | Primož Roglič                |
| 19e étape | ven. 3 septembre   | Tapia de Casariego – Monforte de Lemos            | Étape vallonnée             | 191,2                 | Magnus Cort Nielsen   | Primož Roglič                |
| 20e étape | sam. 4 septembre   | Sanxenxo – Mos                                    | Étape de montagne           | 202,2                 | Clément Champoussin   | Primož Roglič                |
| 21e étape | dim. 5 septembre   | Padrón – Saint-Jacques-de-Compostelle             | Contre-la-montre individuel | 33,8                  | Primož Roglič         | Primož Roglič                |

## Classements

### Classement général final
| \| Classement général \| Classement général \| Classement général \| Classement général \| Classement général \| \| Coureur \| Coureur \| Pays \| Équipe \| Temps \| \| ------------------ \| -------------------- \| ------------------ \| ---------------------------------- \| ------------------ \| \| 1er \| Primož Roglič \| Slovénie \| Jumbo-Visma \| 83 h 55 min 29 s \| \| 2e \| Enric Mas \| Espagne \| Movistar Team \| + 4 min 42 s \| \| 3e \| Jack Haig \| Australie \| Bahrain Victorious \| + 7 min 40 s \| \| 4e \| Adam Yates \| Royaume-Uni \| Ineos Grenadiers \| + 9 min 06 s \| \| 5e \| Gino Mäder \| Suisse \| Bahrain Victorious \| + 11 min 33 s \| \| 6e \| Egan Bernal \| Colombie \| Ineos Grenadiers \| + 13 min 27 s \| \| 7e \| David de la Cruz \| Espagne \| UAE Team Emirates \| + 18 min 33 s \| \| 8e \| Sepp Kuss \| États-Unis \| Jumbo-Visma \| + 18 min 55 s \| \| 9e \| Guillaume Martin \| France \| Cofidis \| + 20 min 27 s \| \| 10e \| Felix Großschartner \| Autriche \| Bora-Hansgrohe \| + 22 min 22 s \| \| 11e \| Odd Christian Eiking \| Norvège \| Intermarché-Wanty-Gobert Matériaux \| + 25 min 14 s \| \| 12e \| Steven Kruijswijk \| Pays-Bas \| Jumbo-Visma \| + 26 min 42 s \| \| 13e \| Juan Pedro López \| Espagne \| Trek-Segafredo \| + 31 min 21 s \| \| 14e \| Geoffrey Bouchard \| France \| AG2R Citroën Team \| + 49 min 09 s \| \| 15e \| Rémy Rochas \| France \| Cofidis \| + 52 min 32 s \| \| 16e \| Clément Champoussin \| France \| AG2R Citroën Team \| + 57 min 29 s \| \| 17e \| Damiano Caruso \| Italie \| Bahrain Victorious \| + 1 h 05 min 31 s \| \| 18e \| Sam Oomen \| Pays-Bas \| Jumbo-Visma \| + 1 h 09 min 25 s \| \| 19e \| Óscar Cabedo \| Espagne \| Burgos-BH \| + 1 h 12 min 43 s \| \| 20e \| Steff Cras \| Belgique \| Lotto-Soudal \| + 1 h 22 min 06 s \| |                      |             |                                    |                   |
| |                      |             |                                    |                   |
| Source : ProCyclingStats |                      |             |                                    |                   |
| Classement général |                      |             |                                    |                   |
| Coureur | Coureur              | Pays        | Équipe                             | Temps             |
| 1er | Primož Roglič        | Slovénie    | Jumbo-Visma                        | 83 h 55 min 29 s  |
| 2e | Enric Mas            | Espagne     | Movistar Team                      | + 4 min 42 s      |
| 3e | Jack Haig            | Australie   | Bahrain Victorious                 | + 7 min 40 s      |
| 4e | Adam Yates           | Royaume-Uni | Ineos Grenadiers                   | + 9 min 06 s      |
| 5e | Gino Mäder           | Suisse      | Bahrain Victorious                 | + 11 min 33 s     |
| 6e | Egan Bernal          | Colombie    | Ineos Grenadiers                   | + 13 min 27 s     |
| 7e | David de la Cruz     | Espagne     | UAE Team Emirates                  | + 18 min 33 s     |
| 8e | Sepp Kuss            | États-Unis  | Jumbo-Visma                        | + 18 min 55 s     |
| 9e | Guillaume Martin     | France      | Cofidis                            | + 20 min 27 s     |
| 10e | Felix Großschartner  | Autriche    | Bora-Hansgrohe                     | + 22 min 22 s     |
| 11e | Odd Christian Eiking | Norvège     | Intermarché-Wanty-Gobert Matériaux | + 25 min 14 s     |
| 12e | Steven Kruijswijk    | Pays-Bas    | Jumbo-Visma                        | + 26 min 42 s     |
| 13e | Juan Pedro López     | Espagne     | Trek-Segafredo                     | + 31 min 21 s     |
| 14e | Geoffrey Bouchard    | France      | AG2R Citroën Team                  | + 49 min 09 s     |
| 15e | Rémy Rochas          | France      | Cofidis                            | + 52 min 32 s     |
| 16e | Clément Champoussin  | France      | AG2R Citroën Team                  | + 57 min 29 s     |
| 17e | Damiano Caruso       | Italie      | Bahrain Victorious                 | + 1 h 05 min 31 s |
| 18e | Sam Oomen            | Pays-Bas    | Jumbo-Visma                        | + 1 h 09 min 25 s |
| 19e | Óscar Cabedo         | Espagne     | Burgos-BH                          | + 1 h 12 min 43 s |
| 20e | Steff Cras           | Belgique    | Lotto-Soudal                       | + 1 h 22 min 06 s |

### Classements annexes finals
| Classement par points | Classement par points | Classement par points | Classement par points | Classement par points |
| Coureur               | Coureur               | Pays                  | Équipe                | Points                |
| --------------------- | --------------------- | --------------------- | --------------------- | --------------------- |
| 1er                   | Fabio Jakobsen        | Pays-Bas              | Deceuninck-Quick Step | 250 pts               |
| 2e                    | Primož Roglič         | Slovénie              | Jumbo-Visma           | 199 pts               |
| 3e                    | Magnus Cort Nielsen   | Danemark              | EF Education-Nippo    | 161 pts               |
| 4e                    | Matteo Trentin        | Italie                | UAE Team Emirates     | 145 pts               |
| 5e                    | Enric Mas             | Espagne               | Movistar Team         | 120 pts               |
| 6e                    | Alberto Dainese       | Italie                | Team DSM              | 120 pts               |
| 7e                    | Michael Matthews      | Australie             | Team BikeExchange     | 114 pts               |
| 8e                    | Andrea Bagioli        | Italie                | Deceuninck-Quick Step | 101 pts               |
| 9e                    | Egan Bernal           | Colombie              | Ineos Grenadiers      | 96 pts                |
| 10e                   | Arnaud Démare         | France                | Groupama-FDJ          | 91 pts                |

| Classement par points | Classement par points | Classement par points | Classement par points | Classement par points |
| Coureur               | Coureur               | Pays                  | Équipe                | Points                |
| --------------------- | --------------------- | --------------------- | --------------------- | --------------------- |
| 1er                   | Fabio Jakobsen        | Pays-Bas              | Deceuninck-Quick Step | 250 pts               |
| 2e                    | Primož Roglič         | Slovénie              | Jumbo-Visma           | 199 pts               |
| 3e                    | Magnus Cort Nielsen   | Danemark              | EF Education-Nippo    | 161 pts               |
| 4e                    | Matteo Trentin        | Italie                | UAE Team Emirates     | 145 pts               |
| 5e                    | Enric Mas             | Espagne               | Movistar Team         | 120 pts               |
| 6e                    | Alberto Dainese       | Italie                | Team DSM              | 120 pts               |
| 7e                    | Michael Matthews      | Australie             | Team BikeExchange     | 114 pts               |
| 8e                    | Andrea Bagioli        | Italie                | Deceuninck-Quick Step | 101 pts               |
| 9e                    | Egan Bernal           | Colombie              | Ineos Grenadiers      | 96 pts                |
| 10e                   | Arnaud Démare         | France                | Groupama-FDJ          | 91 pts                |

| Classement de la montagne | Classement de la montagne | Classement de la montagne | Classement de la montagne | Classement de la montagne |
| Coureur                   | Coureur                   | Pays                      | Équipe                    | Points                    |
| ------------------------- | ------------------------- | ------------------------- | ------------------------- | ------------------------- |
| 1er                       | Michael Storer            | Australie                 | Team DSM                  | 80 pts                    |
| 2e                        | Romain Bardet             | France                    | Team DSM                  | 61 pts                    |
| 3e                        | Primož Roglič             | Slovénie                  | Jumbo-Visma               | 51 pts                    |
| 4e                        | Damiano Caruso            | Italie                    | Bahrain Victorious        | 33 pts                    |
| 5e                        | Rafał Majka               | Pologne                   | UAE Team Emirates         | 33 pts                    |
| 6e                        | Jack Haig                 | Australie                 | Bahrain Victorious        | 23 pts                    |
| 7e                        | Sepp Kuss                 | États-Unis                | Jumbo-Visma               | 19 pts                    |
| 8e                        | Enric Mas                 | Espagne                   | Movistar Team             | 17 pts                    |
| 9e                        | Egan Bernal               | Colombie                  | Ineos Grenadiers          | 16 pts                    |
| 10e                       | Fabio Aru                 | Italie                    | Qhubeka NextHash          | 16 pts                    |

| Classement de la montagne | Classement de la montagne | Classement de la montagne | Classement de la montagne | Classement de la montagne |
| Coureur                   | Coureur                   | Pays                      | Équipe                    | Points                    |
| ------------------------- | ------------------------- | ------------------------- | ------------------------- | ------------------------- |
| 1er                       | Michael Storer            | Australie                 | Team DSM                  | 80 pts                    |
| 2e                        | Romain Bardet             | France                    | Team DSM                  | 61 pts                    |
| 3e                        | Primož Roglič             | Slovénie                  | Jumbo-Visma               | 51 pts                    |
| 4e                        | Damiano Caruso            | Italie                    | Bahrain Victorious        | 33 pts                    |
| 5e                        | Rafał Majka               | Pologne                   | UAE Team Emirates         | 33 pts                    |
| 6e                        | Jack Haig                 | Australie                 | Bahrain Victorious        | 23 pts                    |
| 7e                        | Sepp Kuss                 | États-Unis                | Jumbo-Visma               | 19 pts                    |
| 8e                        | Enric Mas                 | Espagne                   | Movistar Team             | 17 pts                    |
| 9e                        | Egan Bernal               | Colombie                  | Ineos Grenadiers          | 16 pts                    |
| 10e                       | Fabio Aru                 | Italie                    | Qhubeka NextHash          | 16 pts                    |

| Classement du meilleur jeune | Classement du meilleur jeune | Classement du meilleur jeune | Classement du meilleur jeune | Classement du meilleur jeune |
| Coureur                      | Coureur                      | Pays                         | Équipe                       | Temps                        |
| ---------------------------- | ---------------------------- | ---------------------------- | ---------------------------- | ---------------------------- |
| 1er                          | Gino Mäder                   | Suisse                       | Bahrain Victorious           | 84 h 07 min 02 s             |
| 2e                           | Egan Bernal                  | Colombie                     | Ineos Grenadiers             | + 1 min 54 s                 |
| 3e                           | Juan Pedro López             | Espagne                      | Trek-Segafredo               | + 19 min 48 s                |
| 4e                           | Rémy Rochas                  | France                       | Cofidis                      | + 40 min 59 s                |
| 5e                           | Clément Champoussin          | France                       | AG2R Citroën Team            | + 45 min 56 s                |
| 6e                           | Steff Cras                   | Belgique                     | Lotto-Soudal                 | + 1 h 10 min 33 s            |
| 7e                           | Jefferson Cepeda             | Équateur                     | Caja Rural-Seguros RGA       | + 1 h 47 min 21 s            |
| 8e                           | Pavel Sivakov                | Russie                       | Ineos Grenadiers             | + 1 h 53 min 14 s            |
| 9e                           | Gotzon Martín                | Espagne                      | Euskaltel-Euskadi            | + 1 h 59 min 06 s            |
| 10e                          | Michael Storer               | Australie                    | Team DSM                     | + 2 h 11 min 12 s            |

| Classement du meilleur jeune | Classement du meilleur jeune | Classement du meilleur jeune | Classement du meilleur jeune | Classement du meilleur jeune |
| Coureur                      | Coureur                      | Pays                         | Équipe                       | Temps                        |
| ---------------------------- | ---------------------------- | ---------------------------- | ---------------------------- | ---------------------------- |
| 1er                          | Gino Mäder                   | Suisse                       | Bahrain Victorious           | 84 h 07 min 02 s             |
| 2e                           | Egan Bernal                  | Colombie                     | Ineos Grenadiers             | + 1 min 54 s                 |
| 3e                           | Juan Pedro López             | Espagne                      | Trek-Segafredo               | + 19 min 48 s                |
| 4e                           | Rémy Rochas                  | France                       | Cofidis                      | + 40 min 59 s                |
| 5e                           | Clément Champoussin          | France                       | AG2R Citroën Team            | + 45 min 56 s                |
| 6e                           | Steff Cras                   | Belgique                     | Lotto-Soudal                 | + 1 h 10 min 33 s            |
| 7e                           | Jefferson Cepeda             | Équateur                     | Caja Rural-Seguros RGA       | + 1 h 47 min 21 s            |
| 8e                           | Pavel Sivakov                | Russie                       | Ineos Grenadiers             | + 1 h 53 min 14 s            |
| 9e                           | Gotzon Martín                | Espagne                      | Euskaltel-Euskadi            | + 1 h 59 min 06 s            |
| 10e                          | Michael Storer               | Australie                    | Team DSM                     | + 2 h 11 min 12 s            |

| Classement par équipes | Classement par équipes             | Classement par équipes | Classement par équipes |
| Équipe                 | Équipe                             | Pays                   | Temps                  |
| ---------------------- | ---------------------------------- | ---------------------- | ---------------------- |
| 1re                    | Bahrain Victorious                 | Bahreïn                | 252 h 19 min 35 s      |
| 2e                     | Jumbo-Visma                        | Pays-Bas               | + 7 min 26 s           |
| 3e                     | Ineos Grenadiers                   | Royaume-Uni            | + 32 min 18 s          |
| 4e                     | UAE Team Emirates                  | Émirats arabes unis    | + 1 h 05 min 10 s      |
| 5e                     | Intermarché-Wanty-Gobert Matériaux | Belgique               | + 1 h 15 min 05 s      |
| 6e                     | Movistar Team                      | Espagne                | + 1 h 17 min 16 s      |
| 7e                     | AG2R Citroën Team                  | France                 | + 1 h 43 min 04 s      |
| 8e                     | Cofidis                            | France                 | + 2 h 15 min 39 s      |
| 9e                     | Trek-Segafredo                     | États-Unis             | + 2 h 38 min 20 s      |
| 10e                    | Team DSM                           | Allemagne              | + 2 h 59 min 49 s      |

| Classement par équipes | Classement par équipes             | Classement par équipes | Classement par équipes |
| Équipe                 | Équipe                             | Pays                   | Temps                  |
| ---------------------- | ---------------------------------- | ---------------------- | ---------------------- |
| 1re                    | Bahrain Victorious                 | Bahreïn                | 252 h 19 min 35 s      |
| 2e                     | Jumbo-Visma                        | Pays-Bas               | + 7 min 26 s           |
| 3e                     | Ineos Grenadiers                   | Royaume-Uni            | + 32 min 18 s          |
| 4e                     | UAE Team Emirates                  | Émirats arabes unis    | + 1 h 05 min 10 s      |
| 5e                     | Intermarché-Wanty-Gobert Matériaux | Belgique               | + 1 h 15 min 05 s      |
| 6e                     | Movistar Team                      | Espagne                | + 1 h 17 min 16 s      |
| 7e                     | AG2R Citroën Team                  | France                 | + 1 h 43 min 04 s      |
| 8e                     | Cofidis                            | France                 | + 2 h 15 min 39 s      |
| 9e                     | Trek-Segafredo                     | États-Unis             | + 2 h 38 min 20 s      |
| 10e                    | Team DSM                           | Allemagne              | + 2 h 59 min 49 s      |

### Classements UCI
La course attribue des points au Classement mondial UCI 2021 selon le barème suivant :
| Position                   | 1er | 2e  | 3e  | 4e  | 5e  | 6e  | 7e  | 8e  | 9e  | 10e | 11e | 12e | 13e | 14e | 15e | 16e | 17e | 18e | 19e | 20e | 21e à 25e | 26e à 30e | 31e à 40e | 41e à 50e | 51e à 55e | 56e à 60e |
| -------------------------- | --- | --- | --- | --- | --- | --- | --- | --- | --- | --- | --- | --- | --- | --- | --- | --- | --- | --- | --- | --- | --------- | --------- | --------- | --------- | --------- | --------- |
| Classement général         | 850 | 680 | 575 | 460 | 380 | 320 | 260 | 220 | 180 | 140 | 120 | 100 | 84  | 68  | 60  | 56  | 52  | 48  | 44  | 40  | 32        | 24        | 20        | 16        | 12        | 8         |
| Par étapes                 | 100 | 40  | 20  | 12  | 4   |     |     |     |     |     |     |     |     |     |     |     |     |     |     |     |           |           |           |           |           |           |
| Classements finals annexes | 100 | 40  | 20  |     |     |     |     |     |     |     |     |     |     |     |     |     |     |     |     |     |           |           |           |           |           |           |
| Leader par étapes          | 20  |     |     |     |     |     |     |     |     |     |     |     |     |     |     |     |     |     |     |     |           |           |           |           |           |           |

## Évolution des classements

### Règlements
Le classement général, dont le leader porte le maillot rouge, s'établit en additionnant les temps réalisés à chaque étape, puis en ôtant d'éventuelles bonifications (10, 6 et 4 s à l'arrivée des étapes en ligne et 3, 2 et 1 s à chaque sprint intermédiaire). En cas d'égalité, les critères de départage, dans l'ordre, sont : centièmes de seconde enregistrés lors du contre-la-montre, addition des places obtenues lors de chaque étape, place obtenue lors de la dernière étape.
Le classement par points, dont le leader porte le maillot vert, est l'addition des points attribués à l'arrivée des étapes (25, 20, 16, 14, 12 et 10 points, puis en ôtant 1 pt par place perdue jusqu'au 15e, qui reçoit donc 1 pt) et aux sprints intermédiaires (4, 2 et 1 points). En cas d'égalité de points, les critères de départage, dans l'ordre, sont : nombre de victoires d'étape, de sprints intermédiaires, classement général.
Le classement du meilleur grimpeur, dont le leader porte le maillot blanc à pois bleu, consiste en l'addition des points obtenus au sommet de la Cima Alberto Fernandez (20, 15 10, 6, 4 et 2 pts) et des ascensions Hors catégorie (15, 10, 6, 4 et 2 pts) et de 1re (10, 6, 4, 2 et 1 pts), 2e (5, 3 et 1 pts) et 3e (3, 2 et 1 pts) catégorie. En cas d'égalité de points, les critères de départage, dans l'ordre, sont : passage en tête au sommet de la Cima Alberto Fernandez, nombre de premières places dans les ascensions Hors catégorie, puis de 1re, ensuite de 2e, enfin de 3e catégorie, classement général.
Le classement du meilleur jeune, dont le leader porte le maillot blanc, est le classement général des coureurs nés depuis le 1er janvier 1996.
Le classement par équipes de l'étape est l'addition des trois meilleurs temps individuels de chaque équipe. En cas d'égalité, les critères de départage, dans l'ordre, sont : addition des places des trois premiers coureurs des équipes concernées, place du meilleur coureur sur l'étape. Calculer le classement par équipes revient à additionner les classements par équipes de chaque étape. En cas d'égalité, les critères de départage, dans l'ordre, sont : nombre de premières places dans le classement par équipes du jour, nombre de deuxièmes places dans le classement par équipes du jour, etc., place au classement général du meilleur coureur des équipes concernées.

### Suivi étape par étape
| Étape              | Vainqueur           | Classement général   | Classement par points | Classement de la montagne | Meilleur jeune | Classement par équipes | Prix de la combativité |
| ------------------ | ------------------- | -------------------- | --------------------- | ------------------------- | -------------- | ---------------------- | ---------------------- |
| 1                  | Primož Roglič       | Primož Roglič        | Primož Roglič         | Sepp Kuss                 | Andrea Bagioli | Jumbo-Visma            | Non décerné            |
| 2                  | Jasper Philipsen    | Primož Roglič        | Jasper Philipsen      | Sepp Kuss                 | Andrea Bagioli | Jumbo-Visma            | Diego Rubio Hernández  |
| 3                  | Rein Taaramäe       | Rein Taaramäe        | Jasper Philipsen      | Rein Taaramäe             | Egan Bernal    | UAE Emirates           | Julen Amézqueta        |
| 4                  | Fabio Jakobsen      | Rein Taaramäe        | Fabio Jakobsen        | Rein Taaramäe             | Egan Bernal    | UAE Emirates           | Ángel Madrazo          |
| 5                  | Jasper Philipsen    | Kenny Elissonde      | Jasper Philipsen      | Rein Taaramäe             | Egan Bernal    | UAE Emirates           | Oier Lazkano           |
| 6                  | Magnus Cort Nielsen | Primož Roglič        | Jasper Philipsen      | Rein Taaramäe             | Egan Bernal    | Movistar               | Joan Bou               |
| 7                  | Michael Storer      | Primož Roglič        | Jasper Philipsen      | Pavel Sivakov             | Egan Bernal    | Movistar               | Michael Storer         |
| 8                  | Fabio Jakobsen      | Primož Roglič        | Fabio Jakobsen        | Pavel Sivakov             | Egan Bernal    | Movistar               | Aritz Bagües           |
| 9                  | Damiano Caruso      | Primož Roglič        | Fabio Jakobsen        | Damiano Caruso            | Egan Bernal    | Movistar               | Julen Amézqueta        |
| 10                 | Michael Storer      | Odd Christian Eiking | Fabio Jakobsen        | Damiano Caruso            | Egan Bernal    | Ineos Grenadiers       | Matteo Trentin         |
| 11                 | Primož Roglič       | Odd Christian Eiking | Fabio Jakobsen        | Damiano Caruso            | Egan Bernal    | Ineos Grenadiers       | Jonathan Lastra        |
| 12                 | Magnus Cort Nielsen | Odd Christian Eiking | Fabio Jakobsen        | Damiano Caruso            | Egan Bernal    | Ineos Grenadiers       | Julen Amézqueta        |
| 13                 | Florian Sénéchal    | Odd Christian Eiking | Fabio Jakobsen        | Damiano Caruso            | Egan Bernal    | Ineos Grenadiers       | Álvaro Cuadros         |
| 14                 | Romain Bardet       | Odd Christian Eiking | Fabio Jakobsen        | Romain Bardet             | Egan Bernal    | Ineos Grenadiers       | Daniel Navarro         |
| 15                 | Rafał Majka         | Odd Christian Eiking | Fabio Jakobsen        | Romain Bardet             | Egan Bernal    | Ineos Grenadiers       | Rafał Majka            |
| 16                 | Fabio Jakobsen      | Odd Christian Eiking | Fabio Jakobsen        | Romain Bardet             | Egan Bernal    | Ineos Grenadiers       | Jetse Bol              |
| 17                 | Primož Roglič       | Primož Roglič        | Fabio Jakobsen        | Romain Bardet             | Egan Bernal    | Bahrain Victorious     | Egan Bernal            |
| 18                 | Miguel Ángel López  | Primož Roglič        | Fabio Jakobsen        | Michael Storer            | Egan Bernal    | Bahrain Victorious     | Michael Storer         |
| 19                 | Magnus Cort Nielsen | Primož Roglič        | Fabio Jakobsen        | Michael Storer            | Egan Bernal    | Bahrain Victorious     | Andreas Kron           |
| 20                 | Clément Champoussin | Primož Roglič        | Fabio Jakobsen        | Michael Storer            | Gino Mäder     | Bahrain Victorious     | Ryan Gibbons           |
| 21                 | Primož Roglič       | Primož Roglič        | Fabio Jakobsen        | Michael Storer            | Gino Mäder     | Bahrain Victorious     | Non décerné            |
| Classements finals | Classements finals  | Primož Roglič        | Fabio Jakobsen        | Michael Storer            | Gino Mäder     | Bahrain Victorious     | Magnus Cort Nielsen    |

## Liste des participants
| Légende                          | Légende                                                                                                  | Légende                             | Légende                                                                                          |
| -------------------------------- | --- | ----------------------------------- | ------------------------------------------------------------------------------------------------ |
| Num                              | Dossard de départ porté par le coureur sur cette Vuelta                                                  | Pos.                                | Position finale au classement général                                                            |
| Leader du classement général     | Indique le vainqueur du classement général                                                               | Leader du classement de la montagne | Indique le vainqueur du classement de la montagne                                                |
| Leader du classement par points  | Indique le vainqueur du classement par points                                                            | Leader du classement du combiné     | Indique le vainqueur du classement du meilleur jeune                                             |
| Leader du classement par équipes | Indique la meilleure équipe                                                                              |                                     | Indique un maillot de champion national ou mondial, suivi de sa spécialité                       |
| NP                               | Indique un coureur qui n'a pas pris le départ d'une étape, suivi du numéro de l'étape où il s'est retiré | AB                                  | Indique un coureur qui n'a pas terminé une étape, suivie du numéro de l'étape où il s'est retiré |
| HD                               | Indique un coureur qui a terminé une étape hors des délais, suivi du numéro de l'étape                   | EX                                  | Indique un coureur exclu pour non-respect du règlement                                           |

| Jumbo-Visma TJV | Jumbo-Visma TJV            | Jumbo-Visma TJV |
| --------------- | -------------------------- | --------------- |
| Num             | Coureur                    | Pos             |
| 1               | Primož Roglič (SLO)        | 1er             |
| 2               | Koen Bouwman (NED)         | 42e             |
| 3               | Robert Gesink (NED)        | 62e             |
| 4               | Lennard Hofstede (NED)     | 128e            |
| 5               | Steven Kruijswijk (NED)    | 12e             |
| 6               | Sepp Kuss (USA)            | 8e              |
| 7               | Sam Oomen (NED)            | 18e             |
| 8               | Nathan Van Hooydonck (BEL) | 82e             |

| AG2R Citroën Team ACT | AG2R Citroën Team ACT     | AG2R Citroën Team ACT |
| --------------------- | ------------------------- | --------------------- |
| Num                   | Coureur                   | Pos                   |
| 11                    | Geoffrey Bouchard (FRA)   | 14e                   |
| 12                    | Lilian Calmejane (FRA)    | 33e                   |
| 13                    | Clément Champoussin (FRA) | 16e                   |
| 14                    | Mikaël Cherel (FRA)       | 45e                   |
| 15                    | Stan Dewulf (BEL)         | 65e                   |
| 16                    | Nicolas Prodhomme (FRA)   | 52e                   |
| 17                    | Damien Touzé (FRA)        | 79e                   |
| 18                    | Clément Venturini (FRA)   | 97e                   |

| Alpecin-Fenix AFC | Alpecin-Fenix AFC       | Alpecin-Fenix AFC |
| ----------------- | ----------------------- | ----------------- |
| Num               | Coureur                 | Pos               |
| 21                | Jay Vine (AUS)          | 73e               |
| 22                | Tobias Bayer (AUT)      | AB-12             |
| 23                | Floris De Tier (BEL)    | 48e               |
| 24                | Alexander Krieger (GER) | 117e              |
| 25                | Sacha Modolo (ITA)      | AB-19             |
| 26                | Jasper Philipsen (BEL)  | NP-11             |
| 27                | Edward Planckaert (BEL) | 122e              |
| 28                | Scott Thwaites (GBR)    | 134e              |

| Astana-Premier Tech APT | Astana-Premier Tech APT            | Astana-Premier Tech APT |
| ----------------------- | ---------------------------------- | ----------------------- |
| Num                     | Coureur                            | Pos                     |
| 31                      | Aleksandr Vlasov (RUS) (chrono)    | NP-20                   |
| 32                      | Alex Aranburu (ESP)                | NP-11                   |
| 33                      | Omar Fraile (ESP) (route)          | NP-13                   |
| 34                      | Gorka Izagirre (ESP)               | 27e                     |
| 35                      | Ion Izagirre (ESP) (chrono)        | 26e                     |
| 36                      | Yuriy Natarov (KAZ)                | 91e                     |
| 37                      | Óscar Rodríguez Garaicoechea (ESP) | AB-7                    |
| 38                      | Luis León Sánchez (ESP)            | AB-17                   |

| Bahrain Victorious TBV | Bahrain Victorious TBV     | Bahrain Victorious TBV |
| ---------------------- | -------------------------- | ---------------------- |
| Num                    | Coureur                    | Pos                    |
| 41                     | Mikel Landa (ESP)          | AB-17                  |
| 42                     | Yukiya Arashiro (JPN)      | 116e                   |
| 43                     | Damiano Caruso (ITA)       | 17e                    |
| 44                     | Jack Haig (AUS)            | 3e                     |
| 45                     | Gino Mäder (SUI)           | 5e                     |
| 46                     | Mark Padun (UKR)           | 59e                    |
| 47                     | Wout Poels (NED)           | 23e                    |
| 48                     | Jan Tratnik (SLO) (chrono) | 94e                    |

| Bora-Hansgrohe BOH | Bora-Hansgrohe BOH                  | Bora-Hansgrohe BOH |
| ------------------ | ----------------------------------- | ------------------ |
| Num                | Coureur                             | Pos                |
| 51                 | Felix Großschartner (AUT)           | 10e                |
| 52                 | Cesare Benedetti (POL)              | 107e               |
| 53                 | Patrick Gamper (AUT)                | 112e               |
| 54                 | Martin Laas (EST)                   | 140e               |
| 55                 | Jordi Meeus (BEL)                   | 139e               |
| 56                 | Anton Palzer (GER)                  | 102e               |
| 57                 | Maximilian Schachmann (GER) (route) | NP-13              |
| 58                 | Ben Zwiehoff (GER)                  | 47e                |

| Burgos-BH BBH | Burgos-BH BBH        | Burgos-BH BBH |
| ------------- | -------------------- | ------------- |
| Num           | Coureur              | Pos           |
| 61            | Daniel Navarro (ESP) | 24e           |
| 62            | Jetse Bol (NED)      | 71e           |
| 63            | Óscar Cabedo (ESP)   | 19e           |
| 64            | Carlos Canal (ESP)   | 106e          |
| 65            | Ángel Madrazo (ESP)  | 63e           |
| 66            | Ander Okamika (ESP)  | 75e           |
| 67            | Diego Rubio (ESP)    | AB-18         |
| 68            | Pelayo Sánchez (ESP) | 84e           |

| Caja Rural-Seguros RGA CJR | Caja Rural-Seguros RGA CJR | Caja Rural-Seguros RGA CJR |
| -------------------------- | -------------------------- | -------------------------- |
| Num                        | Coureur                    | Pos                        |
| 71                         | Jonathan Lastra (ESP)      | AB-18                      |
| 72                         | Jon Aberasturi (ESP)       | 132e                       |
| 73                         | Julen Amézqueta (ESP)      | 43e                        |
| 74                         | Aritz Bagües (ESP)         | 87e                        |
| 75                         | Jefferson Cepeda (ECU)     | 32e                        |
| 76                         | Álvaro Cuadros (ESP)       | 78e                        |
| 77                         | Oier Lazkano (ESP)         | NP-20                      |
| 78                         | Sergio Román Martín (ESP)  | AB-9                       |

| Cofidis COF | Cofidis COF            | Cofidis COF |
| ----------- | ---------------------- | ----------- |
| Num         | Coureur                | Pos         |
| 81          | Guillaume Martin (FRA) | 9e          |
| 82          | Piet Allegaert (BEL)   | 123e        |
| 83          | Fernando Barceló (ESP) | 89e         |
| 84          | Eddy Finé (FRA)        | 92e         |
| 85          | Jesús Herrada (ESP)    | 38e         |
| 86          | José Herrada (ESP)     | 57e         |
| 87          | Emmanuel Morin (FRA)   | AB-7        |
| 88          | Rémy Rochas (FRA)      | 15e         |

| Deceuninck-Quick Step DQT | Deceuninck-Quick Step DQT  | Deceuninck-Quick Step DQT |
| ------------------------- | -------------------------- | ------------------------- |
| Num                       | Coureur                    | Pos                       |
| 91                        | Fabio Jakobsen (NED)       | 141e                      |
| 92                        | Andrea Bagioli (ITA)       | 90e                       |
| 93                        | Josef Černý (CZE) (chrono) | 142e                      |
| 94                        | James Knox (GBR)           | 100e                      |
| 95                        | Florian Sénéchal (FRA)     | 118e                      |
| 96                        | Zdeněk Štybar (CZE)        | 133e                      |
| 97                        | Bert Van Lerberghe (BEL)   | 137e                      |
| 98                        | Mauri Vansevenant (BEL)    | 101e                      |

| EF Education-Nippo EFN | EF Education-Nippo EFN         | EF Education-Nippo EFN |
| ---------------------- | ------------------------------ | ---------------------- |
| Num                    | Coureur                        | Pos                    |
| 101                    | Hugh Carthy (GBR)              | AB-7                   |
| 102                    | Jonathan Caicedo (ECU)         | NP-15                  |
| 103                    | Diego Camargo (COL)            | 53e                    |
| 104                    | Simon Carr (GBR)               | AB-11                  |
| 105                    | Lawson Craddock (USA) (chrono) | 69e                    |
| 106                    | Jens Keukeleire (BEL)          | 50e                    |
| 107                    | Magnus Cort Nielsen (DEN)      | 77e                    |
| 108                    | Thomas Scully (NZL)            | 125e                   |

| Euskaltel-Euskadi EUS | Euskaltel-Euskadi EUS       | Euskaltel-Euskadi EUS |
| --------------------- | --------------------------- | --------------------- |
| Num                   | Coureur                     | Pos                   |
| 111                   | Mikel Bizkarra (ESP)        | 46e                   |
| 112                   | Xabier Mikel Azparren (ESP) | 111e                  |
| 113                   | Joan Bou (ESP)              | 103e                  |
| 114                   | Mikel Iturria (ESP)         | 60e                   |
| 115                   | Juan José Lobato (ESP)      | 136e                  |
| 116                   | Gotzon Martín (ESP)         | 37e                   |
| 117                   | Luis Ángel Maté (ESP)       | 30e                   |
| 118                   | Antonio Jesús Soto (ESP)    | 81e                   |

| Groupama-FDJ GFC | Groupama-FDJ GFC                      | Groupama-FDJ GFC |
| ---------------- | ------------------------------------- | ---------------- |
| Num              | Coureur                               | Pos              |
| 121              | Arnaud Démare (FRA)                   | 96e              |
| 122              | Kevin Geniets (LUX) (route et chrono) | 85e              |
| 123              | Jacopo Guarnieri (ITA)                | AB-9             |
| 124              | Olivier Le Gac (FRA)                  | 76e              |
| 125              | Tobias Ludvigsson (SWE)               | 99e              |
| 126              | Rudy Molard (FRA)                     | AB-16            |
| 127              | Anthony Roux (FRA)                    | 58e              |
| 128              | Ramon Sinkeldam (NED)                 | 127e             |

| Ineos Grenadiers IGD | Ineos Grenadiers IGD   | Ineos Grenadiers IGD |
| -------------------- | ---------------------- | -------------------- |
| Num                  | Coureur                | Pos                  |
| 131                  | Egan Bernal (COL)      | 6e                   |
| 132                  | Richard Carapaz (ECU)  | NP-14                |
| 133                  | Jhonatan Narváez (ECU) | AB-15                |
| 134                  | Tom Pidcock (GBR)      | 67e                  |
| 135                  | Salvatore Puccio (ITA) | 98e                  |
| 136                  | Pavel Sivakov (RUS)    | 35e                  |
| 137                  | Dylan van Baarle (NED) | NP-18                |
| 138                  | Adam Yates (GBR)       | 4e                   |

| Intermarché-Wanty-Gobert Matériaux IWG | Intermarché-Wanty-Gobert Matériaux IWG | Intermarché-Wanty-Gobert Matériaux IWG |
| -------------------------------------- | -------------------------------------- | -------------------------------------- |
| Num                                    | Coureur                                | Pos                                    |
| 141                                    | Louis Meintjes (RSA)                   | AB-19                                  |
| 142                                    | Odd Christian Eiking (NOR)             | 11e                                    |
| 143                                    | Jan Hirt (CZE)                         | 28e                                    |
| 144                                    | Wesley Kreder (NED)                    | 110e                                   |
| 145                                    | Riccardo Minali (ITA)                  | 138e                                   |
| 146                                    | Simone Petilli (ITA)                   | 29e                                    |
| 147                                    | Rein Taaramäe (EST) (chrono)           | 55e                                    |
| 148                                    | Kévin Van Melsen (BEL)                 | 126e                                   |

| Israel Start-Up Nation ISN | Israel Start-Up Nation ISN       | Israel Start-Up Nation ISN |
| -------------------------- | -------------------------------- | -------------------------- |
| Num                        | Coureur                          | Pos                        |
| 151                        | Sep Vanmarcke (BEL)              | AB-16                      |
| 152                        | Sebastian Berwick (AUS)          | 135e                       |
| 153                        | Alexander Cataford (CAN)         | NP-3                       |
| 154                        | Davide Cimolai (ITA)             | AB-8                       |
| 155                        | Itamar Einhorn (ISR)             | AB-17                      |
| 156                        | Guy Niv (ISR)                    | 93e                        |
| 157                        | James Piccoli (CAN)              | 86e                        |
| 158                        | Mads Würtz Schmidt (DEN) (route) | AB-7                       |

| Lotto-Soudal LTS | Lotto-Soudal LTS         | Lotto-Soudal LTS |
| ---------------- | ------------------------ | ---------------- |
| Num              | Coureur                  | Pos              |
| 161              | Andreas Kron (DEN)       | 68e              |
| 162              | Steff Cras (BEL)         | 20e              |
| 163              | Frederik Frison (BEL)    | AB-3             |
| 164              | Matthew Holmes (GBR)     | HD-18            |
| 165              | Sylvain Moniquet (BEL)   | 83e              |
| 166              | Maxim Van Gils (BEL)     | 88e              |
| 167              | Harm Vanhoucke (BEL)     | 115e             |
| 168              | Florian Vermeersch (BEL) | 121e             |

| Movistar Team MOV | Movistar Team MOV        | Movistar Team MOV |
| ----------------- | ------------------------ | ----------------- |
| Num               | Coureur                  | Pos               |
| 171               | Enric Mas (ESP)          | 2e                |
| 172               | Imanol Erviti (ESP)      | 66e               |
| 173               | Johan Jacobs (SUI)       | AB-9              |
| 174               | Miguel Ángel López (COL) | AB-20             |
| 175               | Nélson Oliveira (POR)    | 72e               |
| 176               | José Joaquín Rojas (ESP) | 56e               |
| 177               | Alejandro Valverde (ESP) | AB-7              |
| 178               | Carlos Verona (ESP)      | NP-18             |

| Team BikeExchange BEX | Team BikeExchange BEX  | Team BikeExchange BEX |
| --------------------- | ---------------------- | --------------------- |
| Num                   | Coureur                | Pos                   |
| 181                   | Michael Matthews (AUS) | 70e                   |
| 182                   | Lucas Hamilton (AUS)   | 54e                   |
| 183                   | Damien Howson (AUS)    | 95e                   |
| 184                   | Luka Mezgec (SLO)      | 109e                  |
| 185                   | Mikel Nieve (ESP)      | 31e                   |
| 186                   | Nick Schultz (AUS)     | 49e                   |
| 187                   | Robert Stannard (AUS)  | 119e                  |
| 188                   | Andrey Zeits (KAZ)     | 44e                   |

| Team DSM DSM | Team DSM DSM          | Team DSM DSM |
| ------------ | --------------------- | ------------ |
| Num          | Coureur               | Pos          |
| 191          | Romain Bardet (FRA)   | 25e          |
| 192          | Thymen Arensman (NED) | 61e          |
| 193          | Alberto Dainese (ITA) | 129e         |
| 194          | Nico Denz (GER)       | 114e         |
| 195          | Chad Haga (USA)       | 113e         |
| 196          | Chris Hamilton (AUS)  | 64e          |
| 197          | Michael Storer (AUS)  | 40e          |
| 198          | Martijn Tusveld (NED) | 34e          |

| Qhubeka NextHash TQA | Qhubeka NextHash TQA              | Qhubeka NextHash TQA |
| -------------------- | --------------------------------- | -------------------- |
| Num                  | Coureur                           | Pos                  |
| 201                  | Fabio Aru (ITA)                   | 51e                  |
| 202                  | Sander Armée (BEL)                | AB-17                |
| 203                  | Connor Brown (NZL)                | 130e                 |
| 204                  | Dimitri Claeys (BEL)              | 105e                 |
| 205                  | Sergio Henao (COL)                | AB-19                |
| 206                  | Reinardt Janse van Rensburg (RSA) | HD-7                 |
| 207                  | Bert-Jan Lindeman (NED)           | 131e                 |
| 208                  | Dylan Sunderland (AUS)            | 104e                 |

| Trek-Segafredo TFS | Trek-Segafredo TFS       | Trek-Segafredo TFS |
| ------------------ | ------------------------ | ------------------ |
| Num                | Coureur                  | Pos                |
| 211                | Giulio Ciccone (ITA)     | AB-16              |
| 212                | Gianluca Brambilla (ITA) | 22e                |
| 213                | Kenny Elissonde (FRA)    | AB-17              |
| 214                | Alex Kirsch (LUX)        | 120e               |
| 215                | Juan Pedro López (ESP)   | 13e                |
| 216                | Antonio Nibali (ITA)     | 108e               |
| 217                | Kiel Reijnen (USA)       | AB-15              |
| 218                | Quinn Simmons (USA)      | 124e               |

| UAE Team Emirates UAD | UAE Team Emirates UAD       | UAE Team Emirates UAD |
| --------------------- | --------------------------- | --------------------- |
| Num                   | Coureur                     | Pos                   |
| 221                   | David de la Cruz (ESP)      | 7e                    |
| 222                   | Joe Dombrowski (USA)        | 39e                   |
| 223                   | Ryan Gibbons (RSA) (chrono) | 36e                   |
| 224                   | Rafał Majka (POL)           | 21e                   |
| 225                   | Sebastián Molano (COL)      | AB-9                  |
| 226                   | Rui Oliveira (POR)          | 74e                   |
| 227                   | Jan Polanc (SLO)            | 41e                   |
| 228                   | Matteo Trentin (ITA)        | 80e                   |

| Jumbo-Visma TJV | Jumbo-Visma TJV            | Jumbo-Visma TJV |
| --------------- | -------------------------- | --------------- |
| Num             | Coureur                    | Pos             |
| 1               | Primož Roglič (SLO)        | 1er             |
| 2               | Koen Bouwman (NED)         | 42e             |
| 3               | Robert Gesink (NED)        | 62e             |
| 4               | Lennard Hofstede (NED)     | 128e            |
| 5               | Steven Kruijswijk (NED)    | 12e             |
| 6               | Sepp Kuss (USA)            | 8e              |
| 7               | Sam Oomen (NED)            | 18e             |
| 8               | Nathan Van Hooydonck (BEL) | 82e             |

| AG2R Citroën Team ACT | AG2R Citroën Team ACT     | AG2R Citroën Team ACT |
| --------------------- | ------------------------- | --------------------- |
| Num                   | Coureur                   | Pos                   |
| 11                    | Geoffrey Bouchard (FRA)   | 14e                   |
| 12                    | Lilian Calmejane (FRA)    | 33e                   |
| 13                    | Clément Champoussin (FRA) | 16e                   |
| 14                    | Mikaël Cherel (FRA)       | 45e                   |
| 15                    | Stan Dewulf (BEL)         | 65e                   |
| 16                    | Nicolas Prodhomme (FRA)   | 52e                   |
| 17                    | Damien Touzé (FRA)        | 79e                   |
| 18                    | Clément Venturini (FRA)   | 97e                   |

| Alpecin-Fenix AFC | Alpecin-Fenix AFC       | Alpecin-Fenix AFC |
| ----------------- | ----------------------- | ----------------- |
| Num               | Coureur                 | Pos               |
| 21                | Jay Vine (AUS)          | 73e               |
| 22                | Tobias Bayer (AUT)      | AB-12             |
| 23                | Floris De Tier (BEL)    | 48e               |
| 24                | Alexander Krieger (GER) | 117e              |
| 25                | Sacha Modolo (ITA)      | AB-19             |
| 26                | Jasper Philipsen (BEL)  | NP-11             |
| 27                | Edward Planckaert (BEL) | 122e              |
| 28                | Scott Thwaites (GBR)    | 134e              |

| Astana-Premier Tech APT | Astana-Premier Tech APT            | Astana-Premier Tech APT |
| ----------------------- | ---------------------------------- | ----------------------- |
| Num                     | Coureur                            | Pos                     |
| 31                      | Aleksandr Vlasov (RUS) (chrono)    | NP-20                   |
| 32                      | Alex Aranburu (ESP)                | NP-11                   |
| 33                      | Omar Fraile (ESP) (route)          | NP-13                   |
| 34                      | Gorka Izagirre (ESP)               | 27e                     |
| 35                      | Ion Izagirre (ESP) (chrono)        | 26e                     |
| 36                      | Yuriy Natarov (KAZ)                | 91e                     |
| 37                      | Óscar Rodríguez Garaicoechea (ESP) | AB-7                    |
| 38                      | Luis León Sánchez (ESP)            | AB-17                   |

| Bahrain Victorious TBV | Bahrain Victorious TBV     | Bahrain Victorious TBV |
| ---------------------- | -------------------------- | ---------------------- |
| Num                    | Coureur                    | Pos                    |
| 41                     | Mikel Landa (ESP)          | AB-17                  |
| 42                     | Yukiya Arashiro (JPN)      | 116e                   |
| 43                     | Damiano Caruso (ITA)       | 17e                    |
| 44                     | Jack Haig (AUS)            | 3e                     |
| 45                     | Gino Mäder (SUI)           | 5e                     |
| 46                     | Mark Padun (UKR)           | 59e                    |
| 47                     | Wout Poels (NED)           | 23e                    |
| 48                     | Jan Tratnik (SLO) (chrono) | 94e                    |

| Bora-Hansgrohe BOH | Bora-Hansgrohe BOH                  | Bora-Hansgrohe BOH |
| ------------------ | ----------------------------------- | ------------------ |
| Num                | Coureur                             | Pos                |
| 51                 | Felix Großschartner (AUT)           | 10e                |
| 52                 | Cesare Benedetti (POL)              | 107e               |
| 53                 | Patrick Gamper (AUT)                | 112e               |
| 54                 | Martin Laas (EST)                   | 140e               |
| 55                 | Jordi Meeus (BEL)                   | 139e               |
| 56                 | Anton Palzer (GER)                  | 102e               |
| 57                 | Maximilian Schachmann (GER) (route) | NP-13              |
| 58                 | Ben Zwiehoff (GER)                  | 47e                |

| Burgos-BH BBH | Burgos-BH BBH        | Burgos-BH BBH |
| ------------- | -------------------- | ------------- |
| Num           | Coureur              | Pos           |
| 61            | Daniel Navarro (ESP) | 24e           |
| 62            | Jetse Bol (NED)      | 71e           |
| 63            | Óscar Cabedo (ESP)   | 19e           |
| 64            | Carlos Canal (ESP)   | 106e          |
| 65            | Ángel Madrazo (ESP)  | 63e           |
| 66            | Ander Okamika (ESP)  | 75e           |
| 67            | Diego Rubio (ESP)    | AB-18         |
| 68            | Pelayo Sánchez (ESP) | 84e           |

| Caja Rural-Seguros RGA CJR | Caja Rural-Seguros RGA CJR | Caja Rural-Seguros RGA CJR |
| -------------------------- | -------------------------- | -------------------------- |
| Num                        | Coureur                    | Pos                        |
| 71                         | Jonathan Lastra (ESP)      | AB-18                      |
| 72                         | Jon Aberasturi (ESP)       | 132e                       |
| 73                         | Julen Amézqueta (ESP)      | 43e                        |
| 74                         | Aritz Bagües (ESP)         | 87e                        |
| 75                         | Jefferson Cepeda (ECU)     | 32e                        |
| 76                         | Álvaro Cuadros (ESP)       | 78e                        |
| 77                         | Oier Lazkano (ESP)         | NP-20                      |
| 78                         | Sergio Román Martín (ESP)  | AB-9                       |

| Cofidis COF | Cofidis COF            | Cofidis COF |
| ----------- | ---------------------- | ----------- |
| Num         | Coureur                | Pos         |
| 81          | Guillaume Martin (FRA) | 9e          |
| 82          | Piet Allegaert (BEL)   | 123e        |
| 83          | Fernando Barceló (ESP) | 89e         |
| 84          | Eddy Finé (FRA)        | 92e         |
| 85          | Jesús Herrada (ESP)    | 38e         |
| 86          | José Herrada (ESP)     | 57e         |
| 87          | Emmanuel Morin (FRA)   | AB-7        |
| 88          | Rémy Rochas (FRA)      | 15e         |

| Deceuninck-Quick Step DQT | Deceuninck-Quick Step DQT  | Deceuninck-Quick Step DQT |
| ------------------------- | -------------------------- | ------------------------- |
| Num                       | Coureur                    | Pos                       |
| 91                        | Fabio Jakobsen (NED)       | 141e                      |
| 92                        | Andrea Bagioli (ITA)       | 90e                       |
| 93                        | Josef Černý (CZE) (chrono) | 142e                      |
| 94                        | James Knox (GBR)           | 100e                      |
| 95                        | Florian Sénéchal (FRA)     | 118e                      |
| 96                        | Zdeněk Štybar (CZE)        | 133e                      |
| 97                        | Bert Van Lerberghe (BEL)   | 137e                      |
| 98                        | Mauri Vansevenant (BEL)    | 101e                      |

| EF Education-Nippo EFN | EF Education-Nippo EFN         | EF Education-Nippo EFN |
| ---------------------- | ------------------------------ | ---------------------- |
| Num                    | Coureur                        | Pos                    |
| 101                    | Hugh Carthy (GBR)              | AB-7                   |
| 102                    | Jonathan Caicedo (ECU)         | NP-15                  |
| 103                    | Diego Camargo (COL)            | 53e                    |
| 104                    | Simon Carr (GBR)               | AB-11                  |
| 105                    | Lawson Craddock (USA) (chrono) | 69e                    |
| 106                    | Jens Keukeleire (BEL)          | 50e                    |
| 107                    | Magnus Cort Nielsen (DEN)      | 77e                    |
| 108                    | Thomas Scully (NZL)            | 125e                   |

| Euskaltel-Euskadi EUS | Euskaltel-Euskadi EUS       | Euskaltel-Euskadi EUS |
| --------------------- | --------------------------- | --------------------- |
| Num                   | Coureur                     | Pos                   |
| 111                   | Mikel Bizkarra (ESP)        | 46e                   |
| 112                   | Xabier Mikel Azparren (ESP) | 111e                  |
| 113                   | Joan Bou (ESP)              | 103e                  |
| 114                   | Mikel Iturria (ESP)         | 60e                   |
| 115                   | Juan José Lobato (ESP)      | 136e                  |
| 116                   | Gotzon Martín (ESP)         | 37e                   |
| 117                   | Luis Ángel Maté (ESP)       | 30e                   |
| 118                   | Antonio Jesús Soto (ESP)    | 81e                   |

| Groupama-FDJ GFC | Groupama-FDJ GFC                      | Groupama-FDJ GFC |
| ---------------- | ------------------------------------- | ---------------- |
| Num              | Coureur                               | Pos              |
| 121              | Arnaud Démare (FRA)                   | 96e              |
| 122              | Kevin Geniets (LUX) (route et chrono) | 85e              |
| 123              | Jacopo Guarnieri (ITA)                | AB-9             |
| 124              | Olivier Le Gac (FRA)                  | 76e              |
| 125              | Tobias Ludvigsson (SWE)               | 99e              |
| 126              | Rudy Molard (FRA)                     | AB-16            |
| 127              | Anthony Roux (FRA)                    | 58e              |
| 128              | Ramon Sinkeldam (NED)                 | 127e             |

| Ineos Grenadiers IGD | Ineos Grenadiers IGD   | Ineos Grenadiers IGD |
| -------------------- | ---------------------- | -------------------- |
| Num                  | Coureur                | Pos                  |
| 131                  | Egan Bernal (COL)      | 6e                   |
| 132                  | Richard Carapaz (ECU)  | NP-14                |
| 133                  | Jhonatan Narváez (ECU) | AB-15                |
| 134                  | Tom Pidcock (GBR)      | 67e                  |
| 135                  | Salvatore Puccio (ITA) | 98e                  |
| 136                  | Pavel Sivakov (RUS)    | 35e                  |
| 137                  | Dylan van Baarle (NED) | NP-18                |
| 138                  | Adam Yates (GBR)       | 4e                   |

| Intermarché-Wanty-Gobert Matériaux IWG | Intermarché-Wanty-Gobert Matériaux IWG | Intermarché-Wanty-Gobert Matériaux IWG |
| -------------------------------------- | -------------------------------------- | -------------------------------------- |
| Num                                    | Coureur                                | Pos                                    |
| 141                                    | Louis Meintjes (RSA)                   | AB-19                                  |
| 142                                    | Odd Christian Eiking (NOR)             | 11e                                    |
| 143                                    | Jan Hirt (CZE)                         | 28e                                    |
| 144                                    | Wesley Kreder (NED)                    | 110e                                   |
| 145                                    | Riccardo Minali (ITA)                  | 138e                                   |
| 146                                    | Simone Petilli (ITA)                   | 29e                                    |
| 147                                    | Rein Taaramäe (EST) (chrono)           | 55e                                    |
| 148                                    | Kévin Van Melsen (BEL)                 | 126e                                   |

| Israel Start-Up Nation ISN | Israel Start-Up Nation ISN       | Israel Start-Up Nation ISN |
| -------------------------- | -------------------------------- | -------------------------- |
| Num                        | Coureur                          | Pos                        |
| 151                        | Sep Vanmarcke (BEL)              | AB-16                      |
| 152                        | Sebastian Berwick (AUS)          | 135e                       |
| 153                        | Alexander Cataford (CAN)         | NP-3                       |
| 154                        | Davide Cimolai (ITA)             | AB-8                       |
| 155                        | Itamar Einhorn (ISR)             | AB-17                      |
| 156                        | Guy Niv (ISR)                    | 93e                        |
| 157                        | James Piccoli (CAN)              | 86e                        |
| 158                        | Mads Würtz Schmidt (DEN) (route) | AB-7                       |

| Lotto-Soudal LTS | Lotto-Soudal LTS         | Lotto-Soudal LTS |
| ---------------- | ------------------------ | ---------------- |
| Num              | Coureur                  | Pos              |
| 161              | Andreas Kron (DEN)       | 68e              |
| 162              | Steff Cras (BEL)         | 20e              |
| 163              | Frederik Frison (BEL)    | AB-3             |
| 164              | Matthew Holmes (GBR)     | HD-18            |
| 165              | Sylvain Moniquet (BEL)   | 83e              |
| 166              | Maxim Van Gils (BEL)     | 88e              |
| 167              | Harm Vanhoucke (BEL)     | 115e             |
| 168              | Florian Vermeersch (BEL) | 121e             |

| Movistar Team MOV | Movistar Team MOV        | Movistar Team MOV |
| ----------------- | ------------------------ | ----------------- |
| Num               | Coureur                  | Pos               |
| 171               | Enric Mas (ESP)          | 2e                |
| 172               | Imanol Erviti (ESP)      | 66e               |
| 173               | Johan Jacobs (SUI)       | AB-9              |
| 174               | Miguel Ángel López (COL) | AB-20             |
| 175               | Nélson Oliveira (POR)    | 72e               |
| 176               | José Joaquín Rojas (ESP) | 56e               |
| 177               | Alejandro Valverde (ESP) | AB-7              |
| 178               | Carlos Verona (ESP)      | NP-18             |

| Team BikeExchange BEX | Team BikeExchange BEX  | Team BikeExchange BEX |
| --------------------- | ---------------------- | --------------------- |
| Num                   | Coureur                | Pos                   |
| 181                   | Michael Matthews (AUS) | 70e                   |
| 182                   | Lucas Hamilton (AUS)   | 54e                   |
| 183                   | Damien Howson (AUS)    | 95e                   |
| 184                   | Luka Mezgec (SLO)      | 109e                  |
| 185                   | Mikel Nieve (ESP)      | 31e                   |
| 186                   | Nick Schultz (AUS)     | 49e                   |
| 187                   | Robert Stannard (AUS)  | 119e                  |
| 188                   | Andrey Zeits (KAZ)     | 44e                   |

| Team DSM DSM | Team DSM DSM          | Team DSM DSM |
| ------------ | --------------------- | ------------ |
| Num          | Coureur               | Pos          |
| 191          | Romain Bardet (FRA)   | 25e          |
| 192          | Thymen Arensman (NED) | 61e          |
| 193          | Alberto Dainese (ITA) | 129e         |
| 194          | Nico Denz (GER)       | 114e         |
| 195          | Chad Haga (USA)       | 113e         |
| 196          | Chris Hamilton (AUS)  | 64e          |
| 197          | Michael Storer (AUS)  | 40e          |
| 198          | Martijn Tusveld (NED) | 34e          |

| Qhubeka NextHash TQA | Qhubeka NextHash TQA              | Qhubeka NextHash TQA |
| -------------------- | --------------------------------- | -------------------- |
| Num                  | Coureur                           | Pos                  |
| 201                  | Fabio Aru (ITA)                   | 51e                  |
| 202                  | Sander Armée (BEL)                | AB-17                |
| 203                  | Connor Brown (NZL)                | 130e                 |
| 204                  | Dimitri Claeys (BEL)              | 105e                 |
| 205                  | Sergio Henao (COL)                | AB-19                |
| 206                  | Reinardt Janse van Rensburg (RSA) | HD-7                 |
| 207                  | Bert-Jan Lindeman (NED)           | 131e                 |
| 208                  | Dylan Sunderland (AUS)            | 104e                 |

| Trek-Segafredo TFS | Trek-Segafredo TFS       | Trek-Segafredo TFS |
| ------------------ | ------------------------ | ------------------ |
| Num                | Coureur                  | Pos                |
| 211                | Giulio Ciccone (ITA)     | AB-16              |
| 212                | Gianluca Brambilla (ITA) | 22e                |
| 213                | Kenny Elissonde (FRA)    | AB-17              |
| 214                | Alex Kirsch (LUX)        | 120e               |
| 215                | Juan Pedro López (ESP)   | 13e                |
| 216                | Antonio Nibali (ITA)     | 108e               |
| 217                | Kiel Reijnen (USA)       | AB-15              |
| 218                | Quinn Simmons (USA)      | 124e               |

| UAE Team Emirates UAD | UAE Team Emirates UAD       | UAE Team Emirates UAD |
| --------------------- | --------------------------- | --------------------- |
| Num                   | Coureur                     | Pos                   |
| 221                   | David de la Cruz (ESP)      | 7e                    |
| 222                   | Joe Dombrowski (USA)        | 39e                   |
| 223                   | Ryan Gibbons (RSA) (chrono) | 36e                   |
| 224                   | Rafał Majka (POL)           | 21e                   |
| 225                   | Sebastián Molano (COL)      | AB-9                  |
| 226                   | Rui Oliveira (POR)          | 74e                   |
| 227                   | Jan Polanc (SLO)            | 41e                   |
| 228                   | Matteo Trentin (ITA)        | 80e                   |